# 野間地域

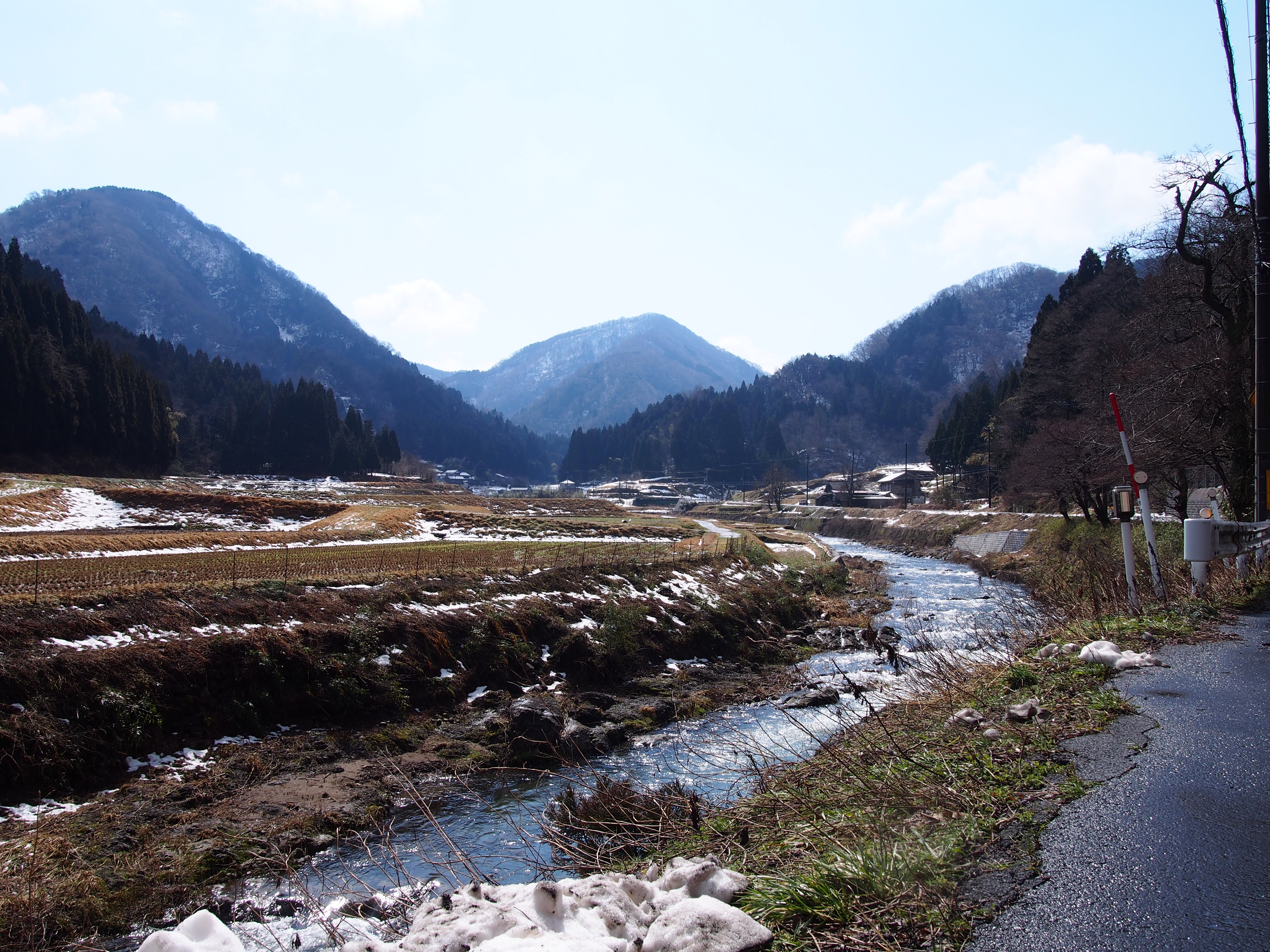
野間基幹集落センター付近（野中）から南側（須川）を臨む

野間地域（のまちいき）は、京都府京丹後市弥栄町山間部を示す広域地名。
21世紀初頭現在、10の集落で構成される「弥栄町野間連合区」と、京丹後森林公園スイス村のある住山等の離村集落があった一帯にあたる。
1889年（明治22年）に施行した野間村から、1954年（昭和29年）に成谷集落が分離した後の旧村にあたる地域で、2024年（令和6年）現在の大字では弥栄町野中と弥栄町須川の全域が含まれる。通称は「野間（のま）」。

## 地名の由来
「野間」という地名の由来は諸説ある。野間から見て東北方面の丹後町宇川に古くから開けて隆盛を誇った上山寺の山号を「吉野山」といい、宇川から峰山方面へ至る山系を吉野山山系と称して、その山系一帯の谷に20～30の集落が点在していたので、これらを「吉野に通じる谷間」＝「野間」と呼んだという。上山寺は781年（天応元年）建立と伝わる丹後地方でも特に古い由緒を持つ古寺であり、野間は特に源氏平氏にゆかりの人々の末裔が多いと伝わることからも、中世にはすでに人が暮らしていた土地であったと考えられている。往古の交通は山の尾根伝いであり、宇川から峰山へ抜けるルートでは野間地域の霰・大谷集落のある鎌ヶ谷を通ってソブ谷峠を越え、金剛童子山の行者山道と交わって修験坂を越え、弥栄町南端の等楽寺や外村を抜けて峰山に至った。
また、ノマはヌマ（沼）が訛ったもので、中心的な集落のある野中地域が古代には沼地であり、これを干拓して新田を造成したのではないかとみる説もある。さらに、山言葉では雪崩の方言が「ノマ」ということがあり、地形と地名との関係性が指摘される。
地元においては、戦国時代の丹後守一色氏の統治時代に野間一帯には4つの城（吉野城、野中城、野尻城、味土野城）が築かれてそれらすべての名前に「野」の字が付いていたことから、それらの間にある谷を特に「野間谷」と呼んだことに起因するという説もある。

## 地理

### 概略

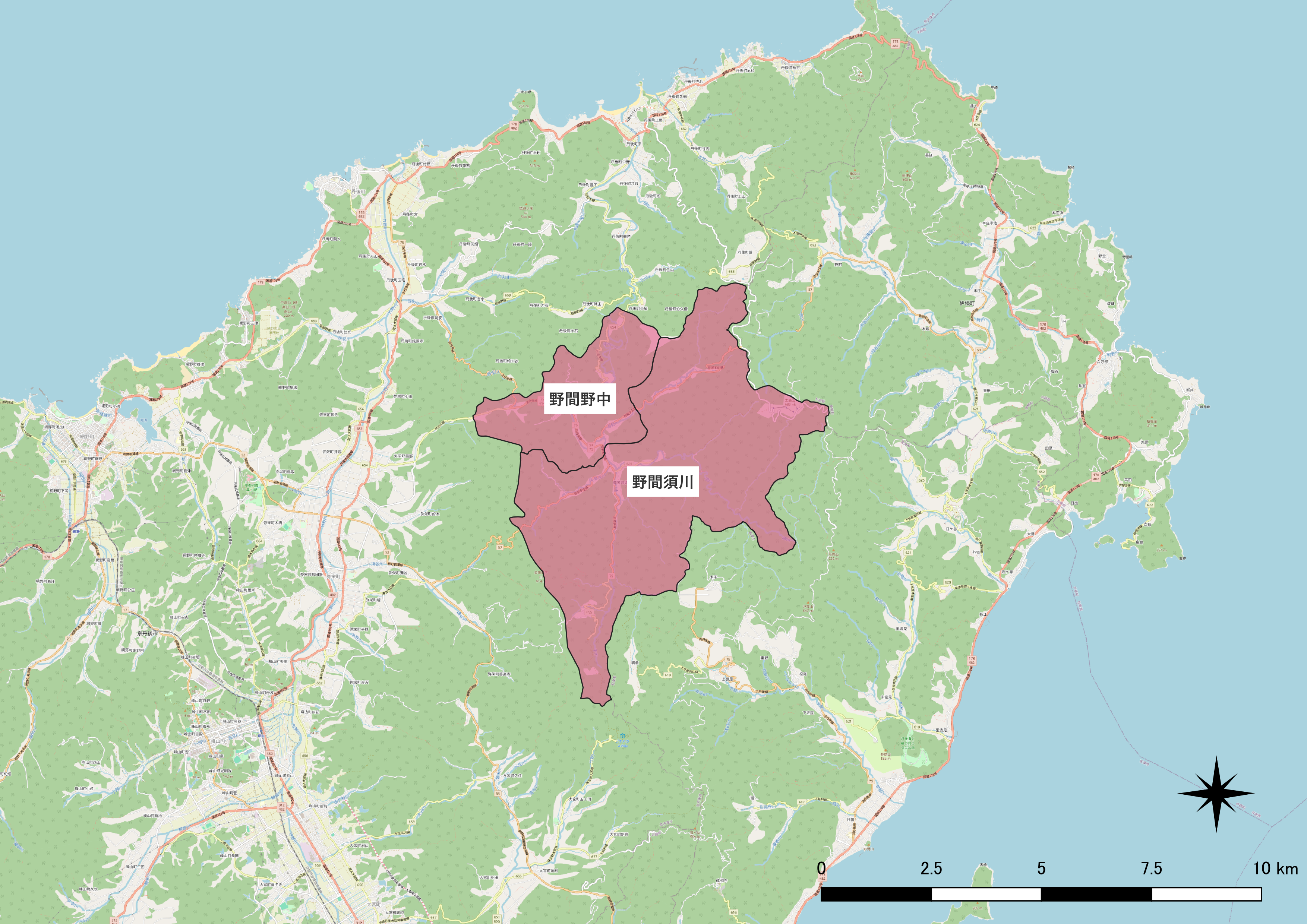
弥栄町野間の位置

丹後半島の中央部の山岳地帯にあり、東に与謝郡伊根町、北西に京丹後市丹後町、南西で弥栄町黒部や弥栄町溝谷の外村谷と接し、東南で京丹後市大宮町五十河や宮津市世屋地域と接する。東端は東経135度13分6秒、西端は東経135度7分30秒、南端北緯は35度37分42秒、北端北緯は35度42分54秒と記録される。
気温は温暖だが寒暖差が大きく、春から梅雨時の気温は低め。冬期の積雪量は平年で約1メートル、山間部では2メートルを超えることもままある。
集落は、宇川の上流から源流域の一帯にあたる「野間谷」と総称される山間地の谷間の各地に点在する。
代表的な銘山に東の太鼓山（683メートル）、西の小金山（416メートル）、南の金剛童子山（613メートル）があり、これらの他にも、金時山、高尾山、内松山などの高峰が山脈を成しているため、野間地域は隣接する他地域とは隔絶されている。
これらの山々から流れる大谷川、須川、来見谷川、吉野川などが合流して野間地域においては「野間川」となり、谷間を丼鉢状の袋地を成すように蛇行しながら北流する。野間川は、中津・田中・川久保の集落を貫き、丹後町域に入ると宇川と呼ばれ、日本海に注ぐ。古来アユの名産地として知られる。
野間川の両岸は深い渓谷であり、平地は野中地区や須川地区のあたりにわずかに広がる。

### 山岳

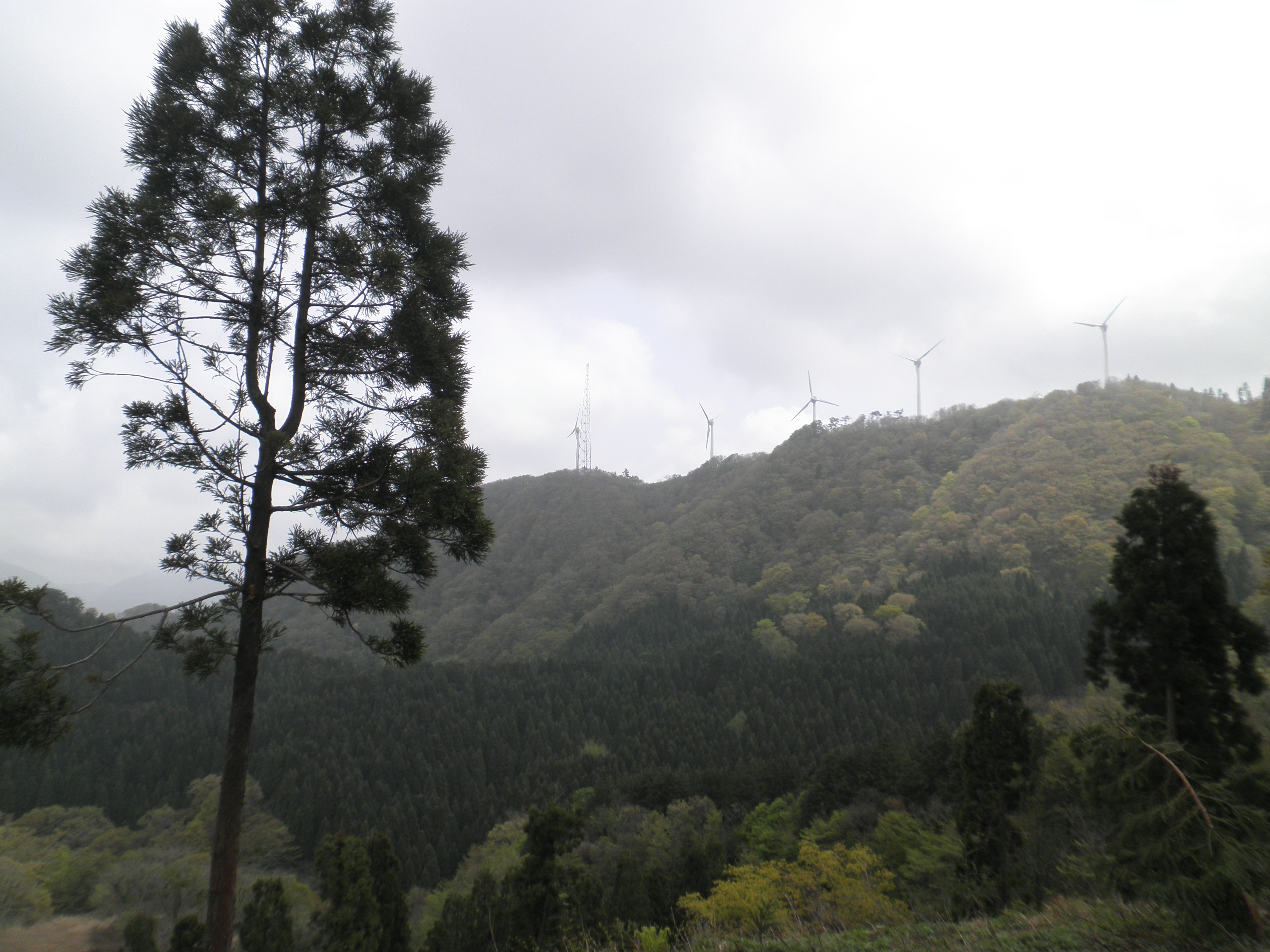
かつて風力発電所も建設された太鼓山

（カッコ内は位置する大字 - 集落）
太鼓山山系
太鼓山 - 683.1メートル（須川 - 住山）
金時山 - 616.4メートル（須川 - 霞）
露梨山 – 562メートル（須川 - 須川 ・ 須川 - 吉野の境）
牧山 - 468.8メートル（須川 - 吉野 ・ 野中 - 中津の境）
大宮山 - 280メートル（野中 - 野中）
金剛童子山山系
金剛童子山 - 613.4メートル（弥栄町等楽寺・須川 - 味土野 ・ 須川 - 来見谷の境）。役小角が開いたとされる真言宗の修験場があったと伝わり、吉野山・熊野山の異名をもつことから、吉野山系・熊野山系とも称されるが、諸説あり、吉野山系はまた別とみる説もある。
高尾山 - 620.4メートル（弥栄町等楽寺・須川 - 味土野の境）
姥谷山 - 437.4メートル（須川 - 大谷の西に位置する。）
小金山 – 410メートル（須川 - 来見谷 ・ 野中 - 中山 ・ 野中 - 野中 ・ 弥栄町船木の境）。黄金山・白銀山の異名があり、須川-来見谷 ・ 弥栄町黒部 ・ 弥栄町船木の境にある黄金山（360メートル）とは地続き。山頂に小金神社がある。
内松山 - 446.7メートル（野中 - 川久保　・　丹後町の境）
比冨入山 – 240メートル（野中 - 中津の南に位置する。）

### 河川・池・滝

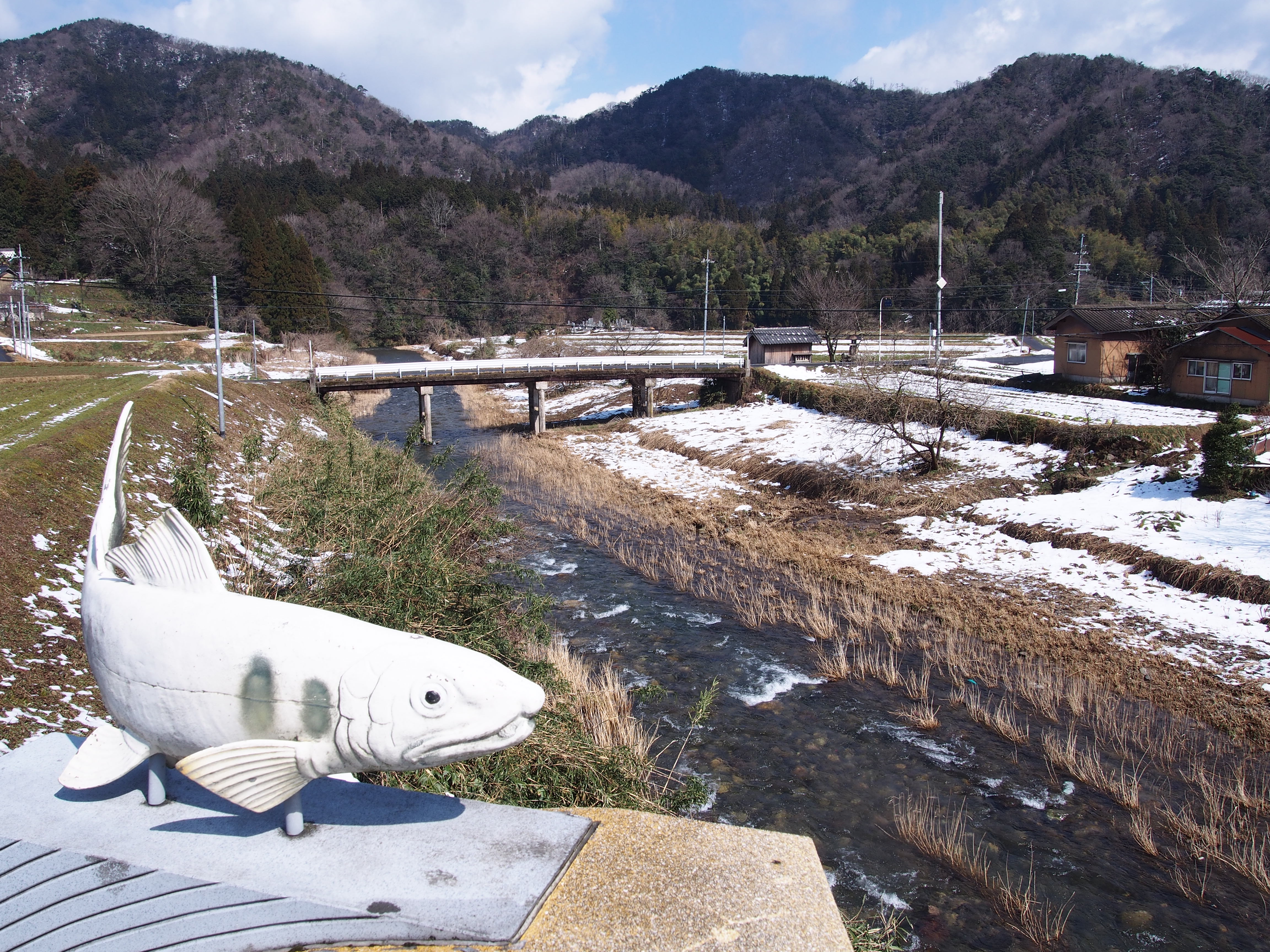
新中津橋から見た野間川（野中）

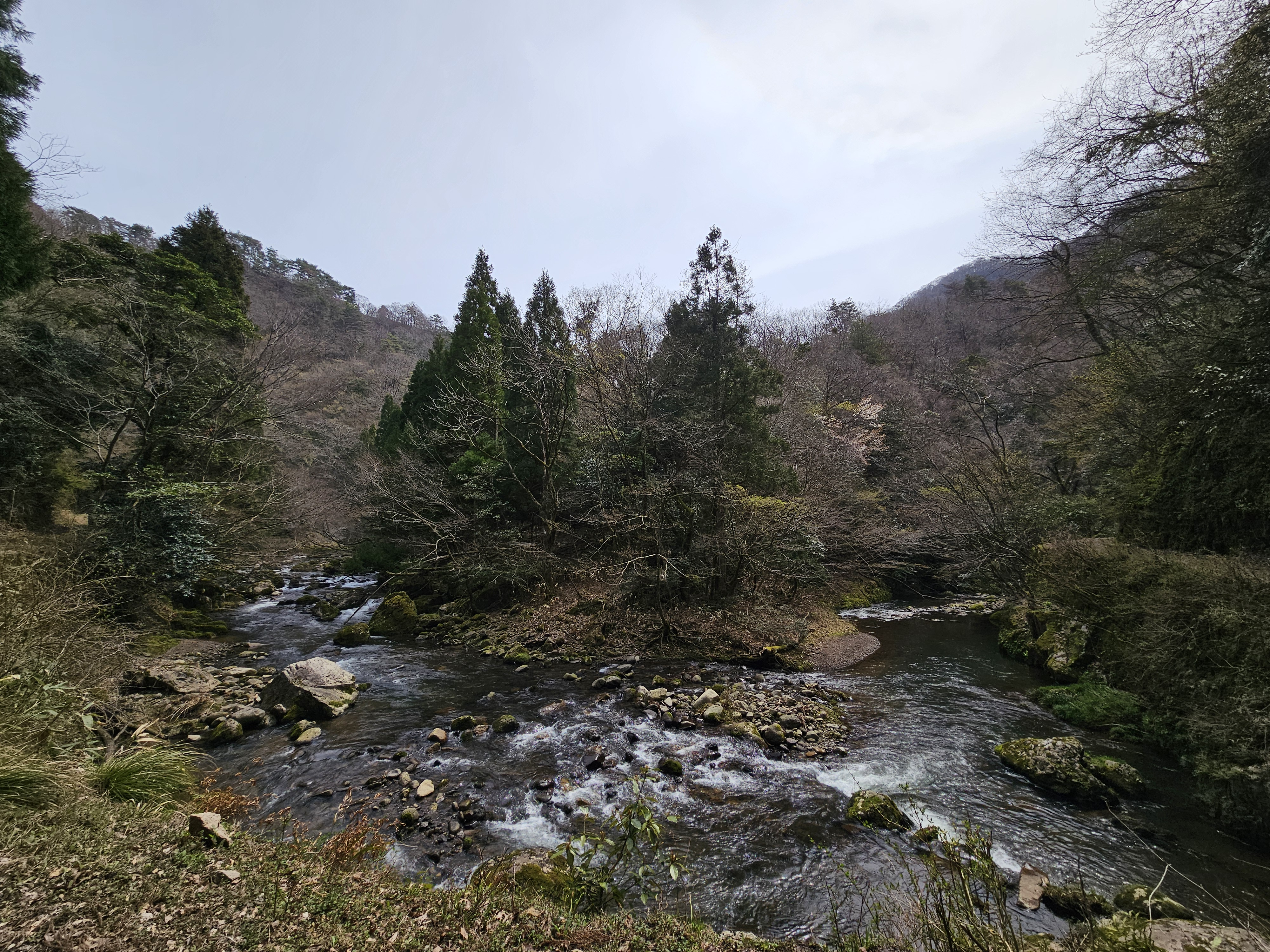
上流域のひとつ、須川渓谷を蛇行して流れる野間川（須川）

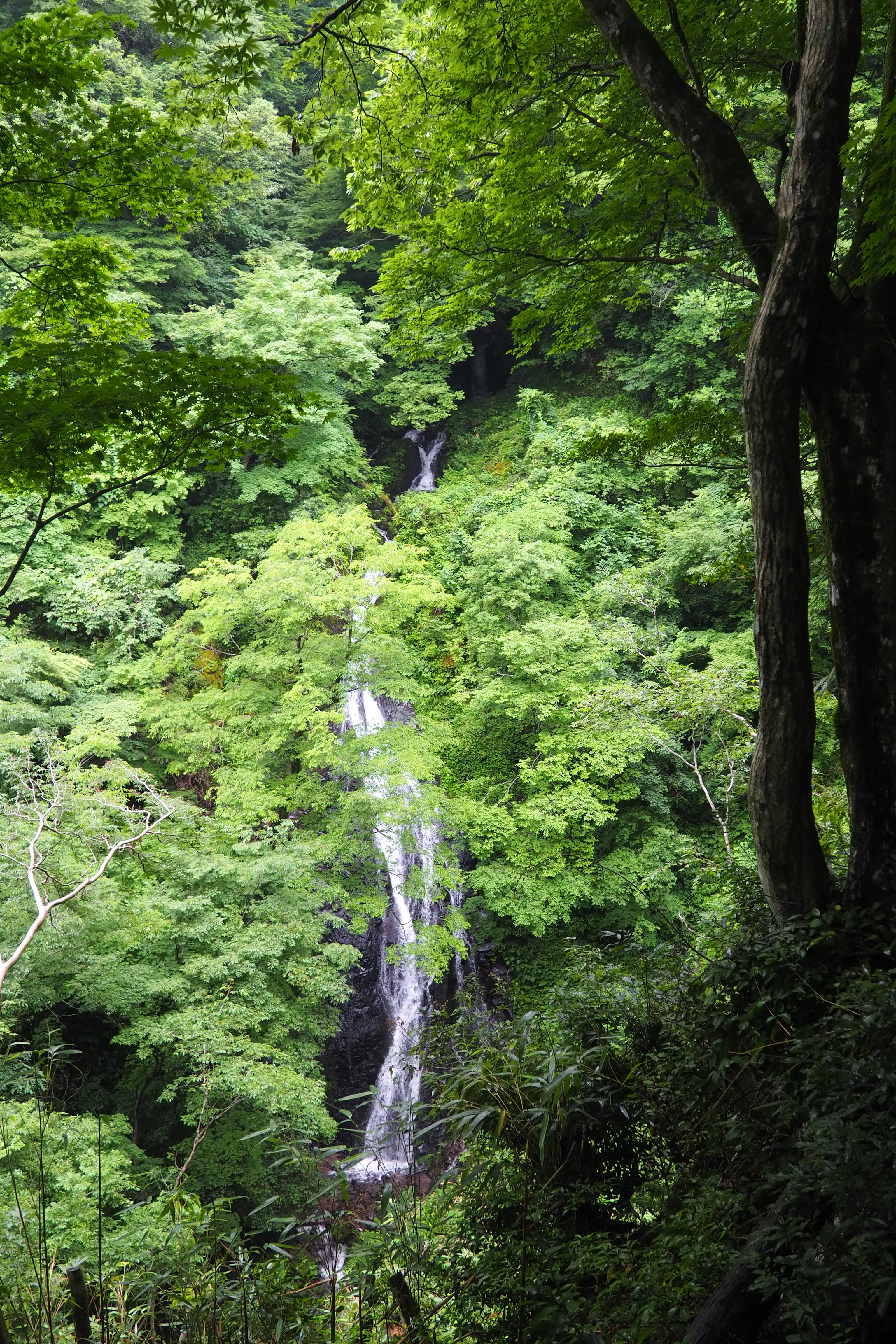
味土野大滝

野間川
主に大谷川、姥川、来見谷川、吉野川、須川の5本の支流が野間南東部で合流して野間川となり、弥栄町野中を貫流して丹後町に入り宇川となる。東の源流は太鼓山のほか、宮津市の成谷や木子に発し、東南は駒倉や高尾山などから発する。
野間川の流路を下流から遡ると、まず野中集落で吉野方面に支流が分かれる。中津・野中・須川集落の辺りまでは流れが緩く、河川中流域の様相で流れている。霰集落の付近で須川集落方面への本流と味土野方面への支流に分かれ、いずれも谷奥に進むほど渓流の風情を極めてやがて源流域に到達する。
水量は年間を通して多い。
滝
味土野大滝 - 20メートル（須川 - 味土野）
龍光滝 - 15メートル（須川 – 須川）
三舟滝 – 15メートル（須川 - 霰）
不動滝 – 15メートル（須川 - 吉野）
白滝 – 15メートル（野中 – 田中）
池谷滝 – 15メートル（野中 – 野中）
池
金剛童子山行者池 （須川 - 味土野）　金剛童子山の山頂にある
大貫池（野中 – 野中）
動植物
野間川流域の大部分は広葉樹林に覆われ、各種のサナエトンボやミヤマアカネなどのトンボ類や、ゲンジボタルなど清流を好む昆虫類が多く生息する。川はアマゴや天然アユの生息する清流で、なかでもアユの好漁場として知られる。海から遡上するアユは1910年代に野中に建設された田中堰堤を越えるものは稀で、20世紀以降の野間川では毎年稚魚を買い付けて放流している。河原にはワサビの群落が随所にあるほか、ネコヤナギ、クマザサ、クサソテツ（コゴミ）等の植生がある。
チョウ類も多く、国の絶滅危惧種で京都府登録天然記念物に登録されるギフチョウを自然状態で観ることができる数少ない生息地のひとつである。

## 歴史

### 中・近世
鎌倉時代から江戸時代においては丹後国与謝郡内の村として「野間村」がある。文献に見える最古の言及は、1192年（建久3年）9月の丹波某願文の「右、野間世野者、境内勝地也、此有霊験所、号之妙徳寺」という記録や、同じく1192年（建久3年）9月の丹後伊津部恒光等願文にみえる「当州野間世野之内、有申勝地、号西方寺」という、寺社の再建に関する記録である。また、鎌倉時代初期の記録と伝わる丹後国在官人等解（「民経記」1232年（貞永元年）5月巻裏文書）に野間村と世野村（現在の宮津市上世屋・下世屋地区）は国衛領であったところ、延暦寺が山門使を派遣してその所領田を寄進させて両村の土地を「永久保」として把握しようと乱入し、国衛の反撃を受けて退散したことが記されている。国衛はこの経緯を「凡沙汰之次第、未曾有之狼藉」と評するが、その後、経緯は不明ながら大宮神社に残る1332年（正慶元年）の棟札や丹後国田数帳には野間・世野の両村は「永久保」として国衛から独立したと考えられている。
江戸時代にはこの野間村に味土野、大谷、霰、須川、住山、来見谷、野中、横住、吉野、中野、中山、田中、永谷、川久保などの集落があって「野間庄」と総称した。「慶長検地郷村帳」には、石高567.15石の野間村があり、その枝村として味土野村・野尻村・白砂子村・須川村が記される。1681年（延宝9年・天和元年）には石高779石余と増え、この年、竹野川流域の溝谷組大庄屋管轄に編入された。
『野間村誌』によれば1691年（元禄4年）に須川村・野中村に分村し、「旧高旧領」では須川387石余、野中392石余と記録する。1705年（宝永2年）の宮津領辻高帳でも野中村・須川村の2村に分割して記録されており、このうち野中村は野中のほか中津、田中、中山、川久保、大石の集落で1村を成し、須川村には須川のほか味土野、小杉（小杦）、大谷、霞、来見谷、成谷、吉野など20～30の村と、出合、黒川、平家、尾崎、茶苑、住山、熊谷、三舟、横住など端郷があった。
江戸時代末期の時点では、野間地域には少なくとも24の集落があった。

### 近代
1869年（明治2年）2月、宮津藩に属し、廃藩置県により1871年（明治4年）には豊岡県の所属となった際に大区小区制のもとでは第12大区第2小区に分属された。
1876年（明治9年）に京都府の所属に移り、郡区制により与謝郡第8区となった。さらに1878年（明治11年）には郡区町村編成法による組子長制の導入により、一時は現在の宮津市世屋地域にあたる木子・駒倉集落や奥波見・中波見・里波見・長江などの世屋川北岸の流域の村々とあわせて与謝郡第4組に編入されたが、広域すぎてまとまりに欠けるという理由で同年のうちに元に戻され、1880年（明治13年）の区町村会法によって単独・連合戸長役場制が敷かれると、「宇川源流部」という地形区単位で野間は木子・駒倉集落とともにひとつの連合戸長役場区域に編成された。
小村ばかりの木子・駒倉と野間地域だけで戸長役場を保持することは難しく、さらなる紆余曲折の末に1884年（明治17年）の京都府の戸長役場区域の一斉再編成により、野間の野中村・須川村は宮津市側の8村とともに世屋川河口部の日置に役場を置く連合戸長役場区域に含まれることとなった。しかし、平地の村である日置は他の山地村とは異質なところが多く、1889年（明治22年）に町村制が施行されてさらに地域的なまとまりが重視されるようになると、日置連合戸長役場区域は早々に3分割されることとなった。野間の野中村・須川村は世屋谷から遠く、歴史的にも竹野川流域の中郡や竹野郡方面との交流が深かったが、近隣の大石や成谷などとあわせて戸数303戸の与謝郡「野間村」となった。
1899年（明治32年）、大石（別名：長谷）集落が竹野郡八木村に編入されて離脱する。
1915年（大正4年）、野間川に井堰を設けて丹後町小脇に小脇発電所を建設する工事が開始される。その条件として野間方面への電灯設置が約束され、1919年（大正8年）4月28日に約800キロワットの送電が開始されるとともに、約180灯の電灯が野間に点灯した。
1926年（大正15年）、野間郵便局が開局した。
大正年間（1912-1926）の記録では、野中地域に川久保・田中・中津・中山・野中・住山の集落群が含まれ、須川地域には吉野・来見谷・霰・須川・大谷・味土野・成谷の集落群が含まれた。江戸時代の記録では須川村に含まれた住山地域が、野中の管轄に移行した時期や事由は不明。

### 現代

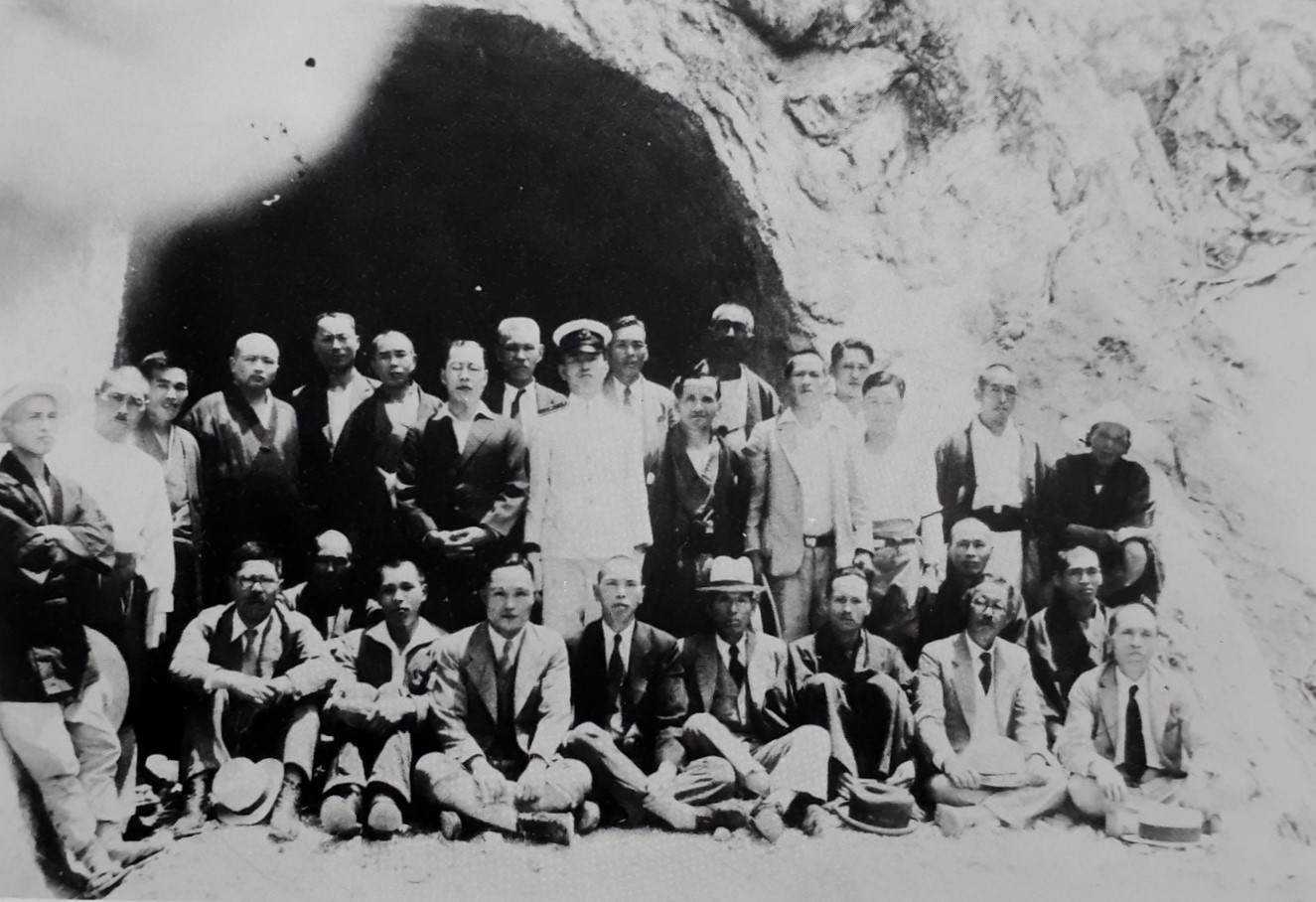
不便を改善するため手掘りされた須川隧道の完成記念（1939年）

野間と弥栄町との合併は、1933年（昭和8年）の弥栄村発足時にも議題になったが、郡境が別であることが障壁となって実現しなかった。しかし、野間村が属した与謝郡の行政管区の中心は宮津市であったことから、野間の住民はなにかにつけ約50キロも離れた宮津に出向く必要があり、交通の便の悪かった当時のその道程は1泊2日を要していたため、住民は村を挙げて竹野郡への編入を希望していた。ただし唯一、野間で最東端に位置する成谷（当時6戸42人）だけは野間村役場までの道のりが遠く山岳に阻まれて利便性を欠いた反面、日ケ谷村へは距離およそ半分で道もよかったため、日常的に日ケ谷村との交際が深く、日ケ谷村への編入を希望し続けていた。
1930年（昭和5年）、野間村は竹野郡への郡境変更を知事に申し出たが、府は法制上実現できないとして保留し、しかし事情を汲んで様々な行政は竹野郡の他村と同様に扱うようになった。1942年（昭和17年）の地方事務所設置に際しては、野間は奥丹後地方事務所の管下とされ、警察関係や町村会、学校、ほか各種団体、郵便、電信、電話などもすべて竹野郡と同一系統となり、税務署と食糧配給及び府会議員の選挙区のみが与謝郡属として処理されるようになった。
1947年（昭和22年）、野間中学校、野間小学校が設立される。
1948年（昭和23年）、野間にも農業協同組合が設立される。この年にはついに野間村は与謝郡を離れ竹野郡に編入され、日ケ谷への編入を希望していた成谷集落は1954年（昭和29年）にこれが実現し、野間村を抜けた。その他の旧・野間村の各集落が1955年（昭和30年）に旧弥栄町となった。野間農協が弥栄農協と合併して弥栄農協となったのは、その2年後の1957年（昭和32年）だった。
1949年（昭和24年）、野間中学校と弥栄中学校が統合され、組合立弥栄中学校野間分校となる。
1953年（昭和28年）5月、野間地域の各集落に電話が架設された。

#### 昭和前期の野間の暮らし

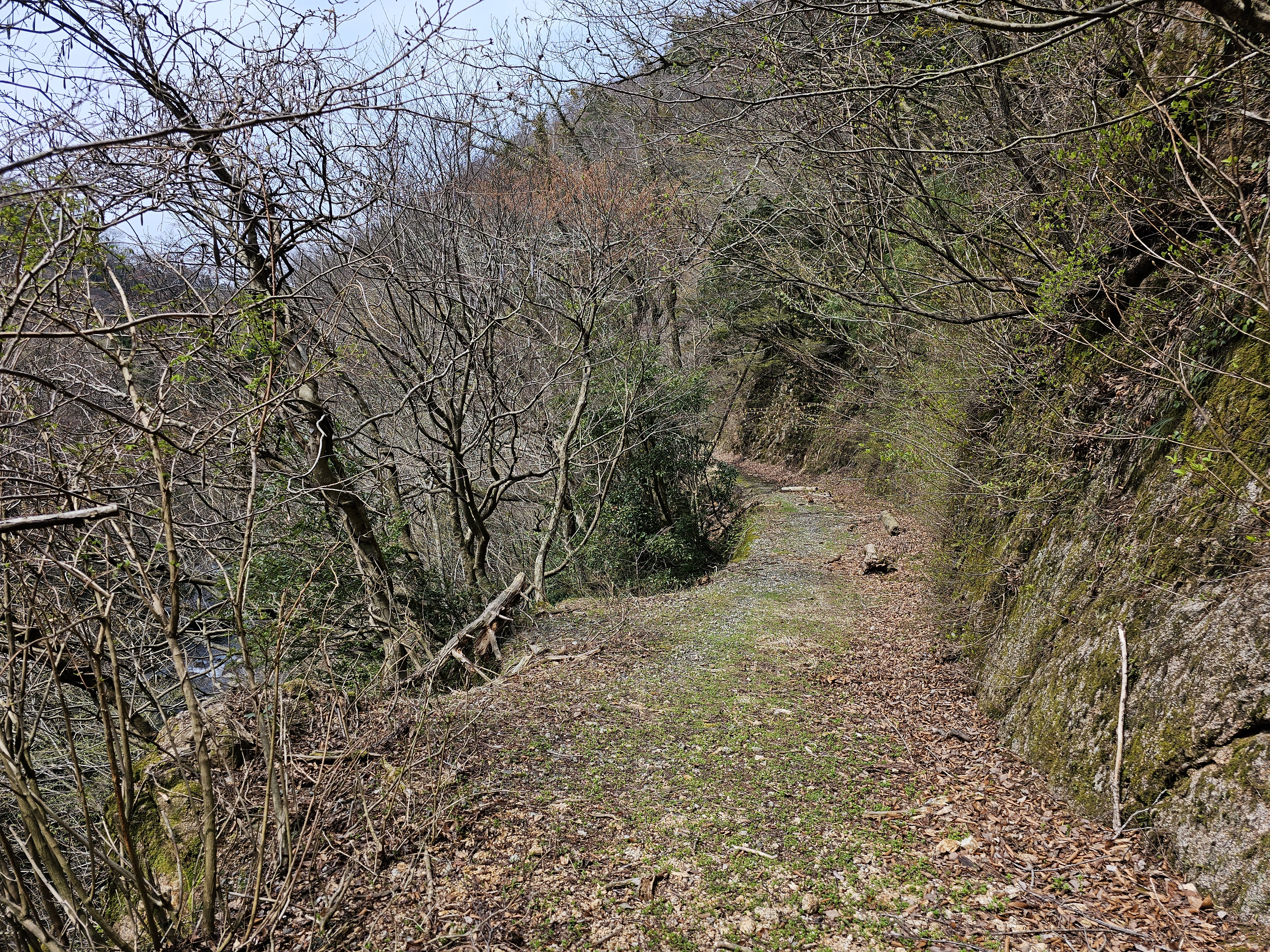
宮津と野間を往来した須川渓谷の道

昭和前期の野間には農協や商店が2軒ばかりあったが、ここで買えるものは子どもが学校帰りのおつかいで買う程度のものであり、必要な物資の多くは宮津の岩ケ鼻や町場まで出かけて購入していた。野間での買い物は行商に頼るところが多く、野間では衣類や菓子を行商し、宮津の江尻からは魚の干物が持ち込まれた。
数戸の集落が谷間に分散する土地柄、野間の各集落はいずれも無医村に等しく、医療を受ける際の費用負担は各家庭を圧迫していた。家庭置き薬の行商は滋賀・富山・奈良から入り、支払いは現金だった。
1948年（昭和23年）、当時の村長が主導し、保健衛生の向上と医療費負担の軽減を目的に、国民健康保険法による組合を設立する。1951年（昭和26年）、野間村立診療所を開設して村医を委嘱し出張診療を受けることができるようになった。1954年（昭和29年）には歯科診療も併設した。

#### 昭和38年豪雪と国有林化

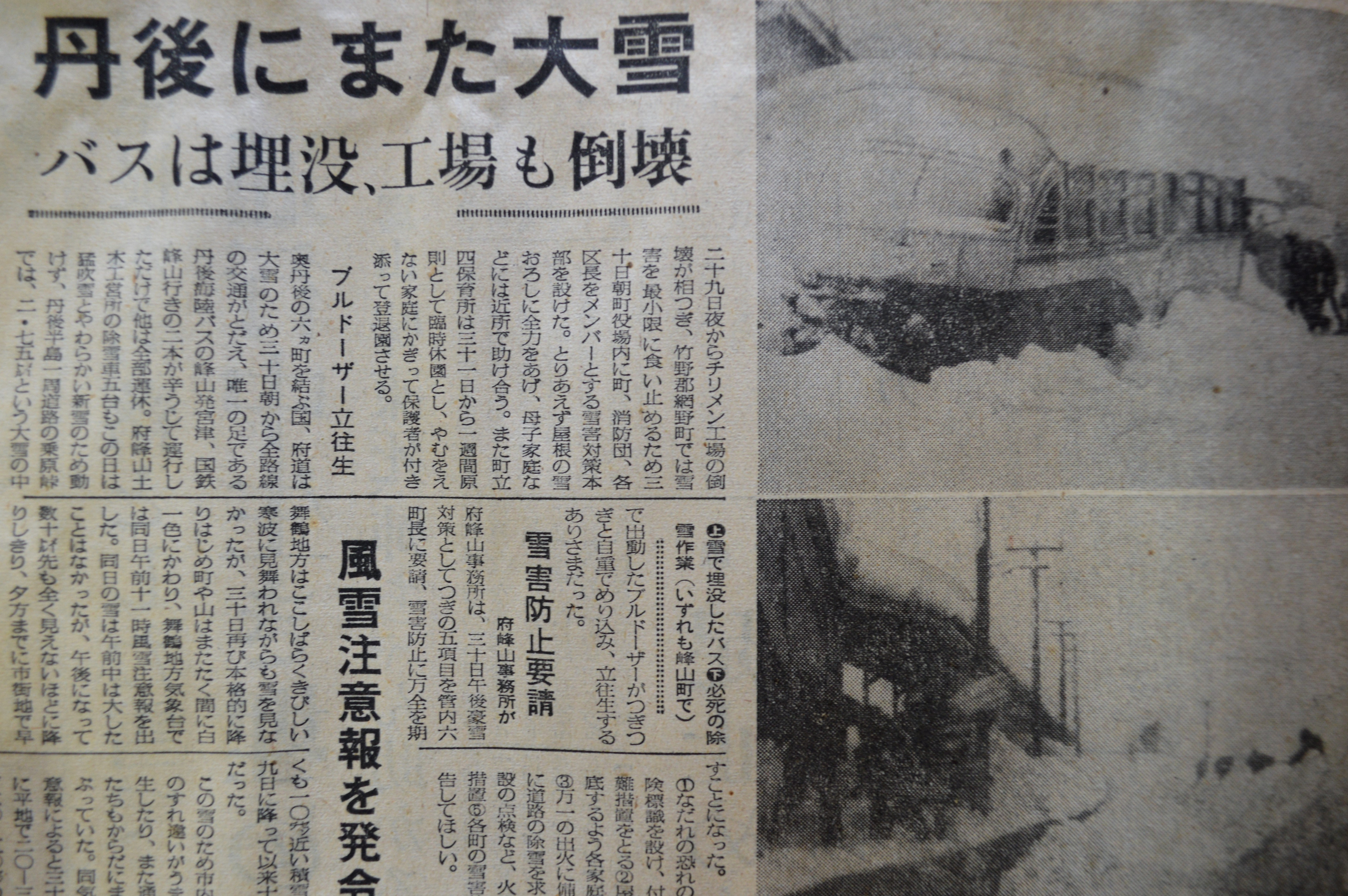
三八豪雪の被害を伝える当時の新聞記事

1961年（昭和36年）、京都府営林署が野間地域の町有林を買い上げ、野間を中心とする千町単位の団地設置を目標に国有地を造成することを弥栄町に提案した。弥栄町は野間地域開発の一環としてこれに応じ、急峻な山岳地帯を造林整備し、野間川の治水や、道路の改修・拡張、丹後林業センターの建設、住民の生活向上などを目標に掲げて、地元民の同意や協力を得ることをめざしたが、対象の町有林が数カ所に点在していたため、これらを連結するには野間の民有地を加える必要があった。この対象の土地所有者のなかには、国有地化によって自家用の薪炭すら得る手段を失う者もいたこともあり、特に山間部の須川や住山地域では賛成・反対が割れて、行政への不信感や感情的な対立など、それまで水面下にあったあらゆる問題が一気に噴き出して紛糾した。
協議の結果、1962年（昭和37年）度には住山・須川地区が、1963年（昭和38年）度には霰・大谷・小杦地区が、離農は絶対にしないことを誓って国有化に同意したが、同1963年（昭和38年）1～2月に3メートル40センチの豪雪に見舞われ、心折られることとなった。家屋の倒壊に加えて、およそ2ヵ月間にわたり孤立した住山では、食料や飼料などをヘリコプターで輸送する必要に迫られたうえ、残雪のために苗代の適期を逃して低地で栽培した苗を補給したものの、稲熱病が生じてその年の秋は収穫が皆無となった田も出るなど、甚大な被害が続いたためである。もともと数戸が孤立した集落で行政の支援や高度経済成長の恩恵を受けることもなかった土地柄、1963年（昭和38年）の盆を契機に、再び豪雪に見舞われる前に決断するべきと冬を前に離村の雰囲気が一気に増し、これらの小規模集落が相次いで集団離村することになった。
離村にあたり、住民は、当初は生活のために必要な耕地を中心に残していた山林も残らず国有化することを町に要望し、これを受けて上田一郎町長（当時）が国と交渉した。折しも京都市の銀閣寺が、西隣に国有林があって寺の景観維持に不安を抱えていたことから、この国有林と住山・須川・小杦・味土野の山林を交換するという条件で1966年（昭和41年）に銀閣寺と売買契約を成立させた。

#### 過疎化と産業の変遷
江戸時代から昭和30年代まで、野間地域の経済は、薪炭・養蚕・綿花栽培・林業などによって支えられていた。1960年（昭和35年）前後には機業が導入され、1964年（昭和39年）頃には京の西陣などから依頼を受けて機を織る「賃機」が急増した。しかし野間の小規模な賃機は丹後地方の他地域の賃機と比べても安く買い叩かれることが多く、安価な海外製品との競合や、生活様式の変化による野間の産物の需要の減少、昭和38年豪雪など様々な要因が重なり、急速に人口減少が進んだ結果、1960年～70年代には野間の経済的な基盤そのものが縮小し、破壊されていった。
過疎化の経済的な要因としては、最初に養蚕や和牛生産の衰退に伴う農業の崩壊があった。産業全体として衰退傾向にあった養蚕や和牛生産の経営も、土地に残った同業者が引き継ぐなどして一世帯あたりの産業規模は拡大することで合理化されていった例もあるが、先に離村した人は小規模経営者や若い世代が多く、耕作する人のいなくなった水田は条件の悪い山間にあることが多かったため、そのまま荒廃したり林地となったケースも多い。
次いで、林業の崩壊が過疎化につながった。石油スト―ブの普及により薪炭の需要が激減したことにより離職が進み、残った人手だけでは労力的にも資金的にも植林も十分に行えなくなり、生活が維持できないために働き手はさらに都会へ流出するという悪循環が生じ、残った住民も婚姻相手や後継者の確保や戸数の減少による集落機能の維持など生活環境そのものに課題を抱え、徐々に老後の保障や健康面にも問題を抱えるようになった。
1969年（昭和44年）度から1980年（昭和55年）度にかけて、京都府は農林業の振興と地域産業の活性化をめざす丹後縦貫林道の建設に着手し、北は丹後町から南は大宮町まで、丹後半島を縦断する全長46キロメートルの幹線道路の建設を開始した。野間もそのルート上となり、1978年（昭和53年）には太鼓山の中腹にかつてあった住山集落跡に弥栄町森林公園スイス村が開業した。当初は夏のレジャー客を見込んで開業したものだったが、2億円を投じて建設された「青少年山の家」や、1984年（昭和59年）のスキー場の開業による年間を通じての観光需要を見越して、野間の自然条件を活かし、それまではなかったコイ・マス・アユなどの養殖放流を高齢者世帯の仕事としたり、過疎化によって空き家になっていた家屋や小学校分校などを学生村や民宿に転用したりといった観光開発に結び付けた新たな産業が地域一帯に生まれた。農家でも観光需要を見込んだ土産物として、シイタケ栽培や山菜利用などの発展や、養鶏や漬物用カブ（味土野蕪）の生産が新たに導入された。

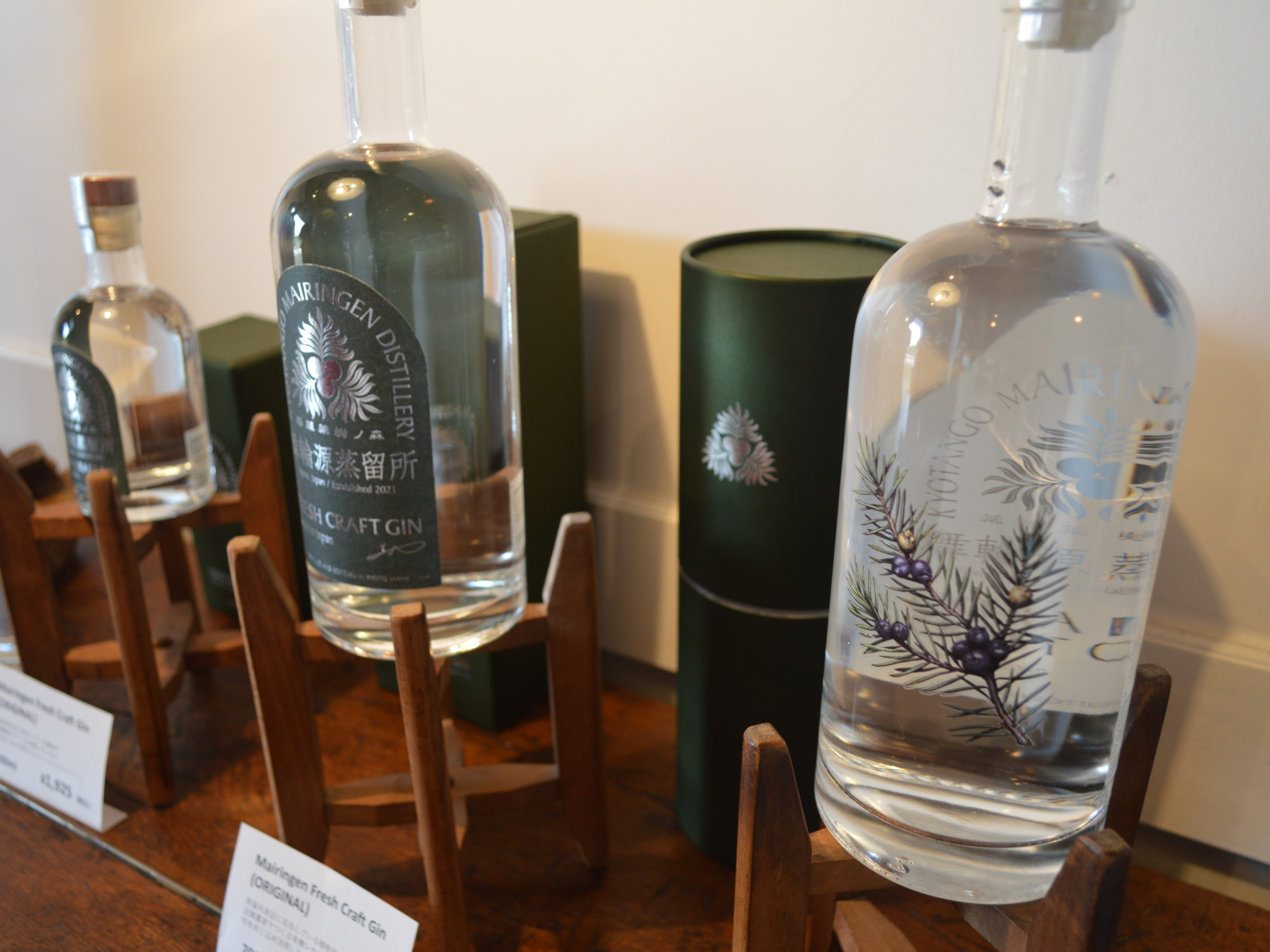
2024年に開業した京丹後舞輪源蒸留所のクラフト・ジン

ピーク時には4万人を超える客を集めたスキー場は2019年（令和元年）9月に休業し、事実上廃業したが、往時に整備されたアウトドア型宿泊施設は夏期営業を続け、2022年（令和4年）にはゲレンデにもスノーパークが開業するなど活用されている。
2024年（令和6年）4月7日には、閉店したレストラン「ヴィラ・マイリンゲン」の建物を再利用し、京丹後市内初のクラフト・ジン生産を行う京丹後舞輪源蒸留所が開所した。

#### 環境保護活動

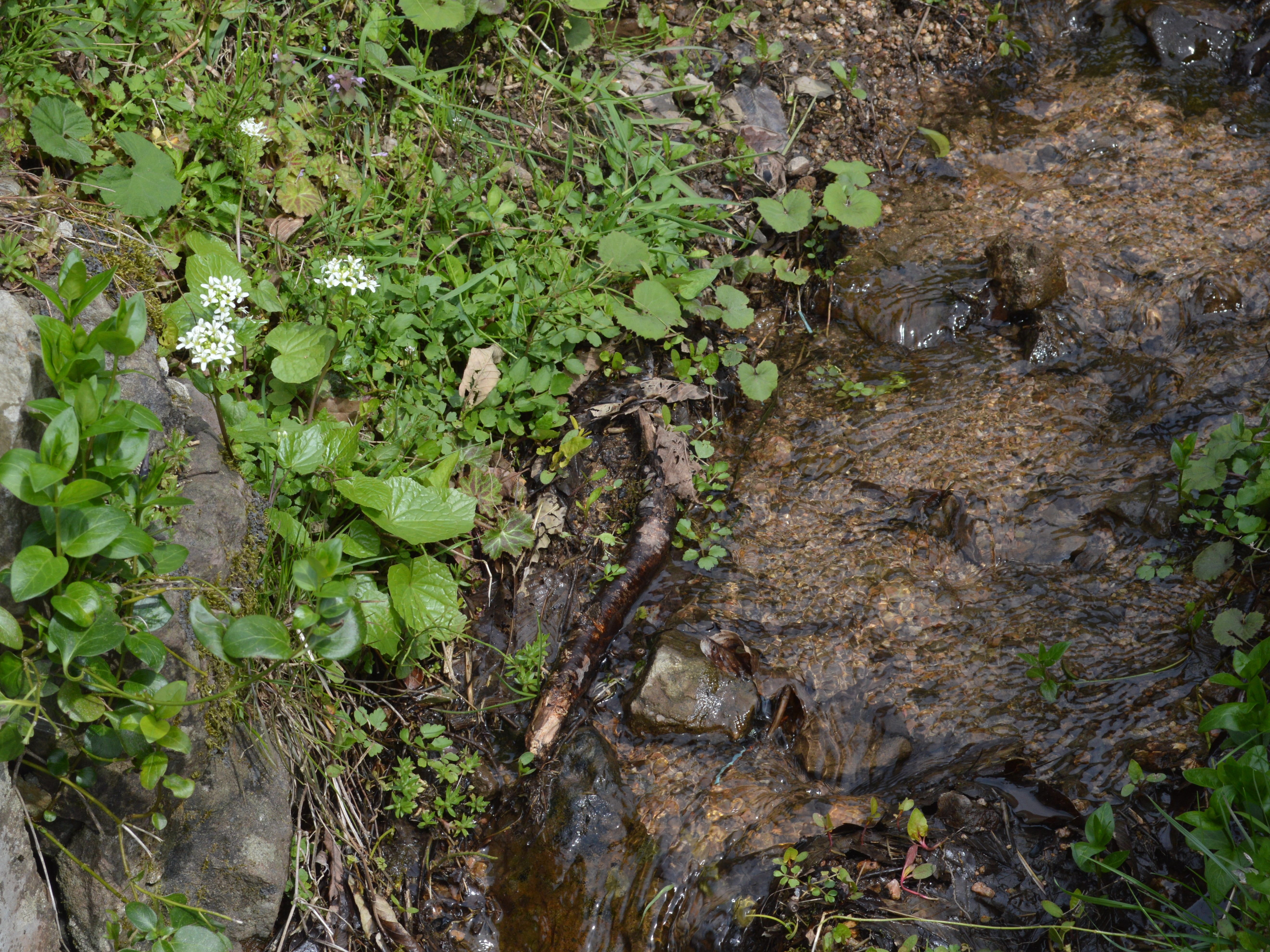
源流のひとつ・吉野川。川辺にワサビが自生している。

20世紀末、野間の上流域で多目的ダムの開発計画や丹後国営農地開発事業の計画が浮上する。丹後地方の地場産業である丹後ちりめんの衰退を受け、建設工事による雇用創出や観光振興を図ろうとする地域活性化策だったが、自然破壊に繋がるとして地元では反対意見があがった。1999年（平成11年）12月、人と森林の共生を謳い、全国で5番目となる「森林宣言」を採択。野間住民の岡本毅は、野間の豊かな自然の価値を再認識することが各種建設計画の再検討に繋がると考えて、2000年（平成12年）に「野間川を守る会」を結成し、野間地域の住民だけでなく下流域・宇川の漁師にも広く参加を呼びかけ、草刈りやゴミ拾いなどの川の保全活動を促進した。「野間川を守る会」の活動は野間にセミナーハウスをもつ京都市内の大学関係者らによって拡散し、京阪神など都市圏から保全活動に参加する人も増えていったなかで、野間川上流域の開発計画は凍結された。
野間川にはかつて宇川から天然アユが遡上したが、1920年（大正9年）に下流域の丹後町小脇に小脇発電所が建設されて以後はその数が激減した。しかし野間では河川環境の保全と資源保護のため、野間漁業協同組合が中心となって昭和期から毎年アユの放流を行っており、2023年（令和5年）には約40,000尾の稚鮎の放流をした。
生活排水での水質汚染を防ぐための合併浄化槽は、2001年（平成13年）度末までに33基が設置されている。

#### 地域活性化と移住促進の取り組み

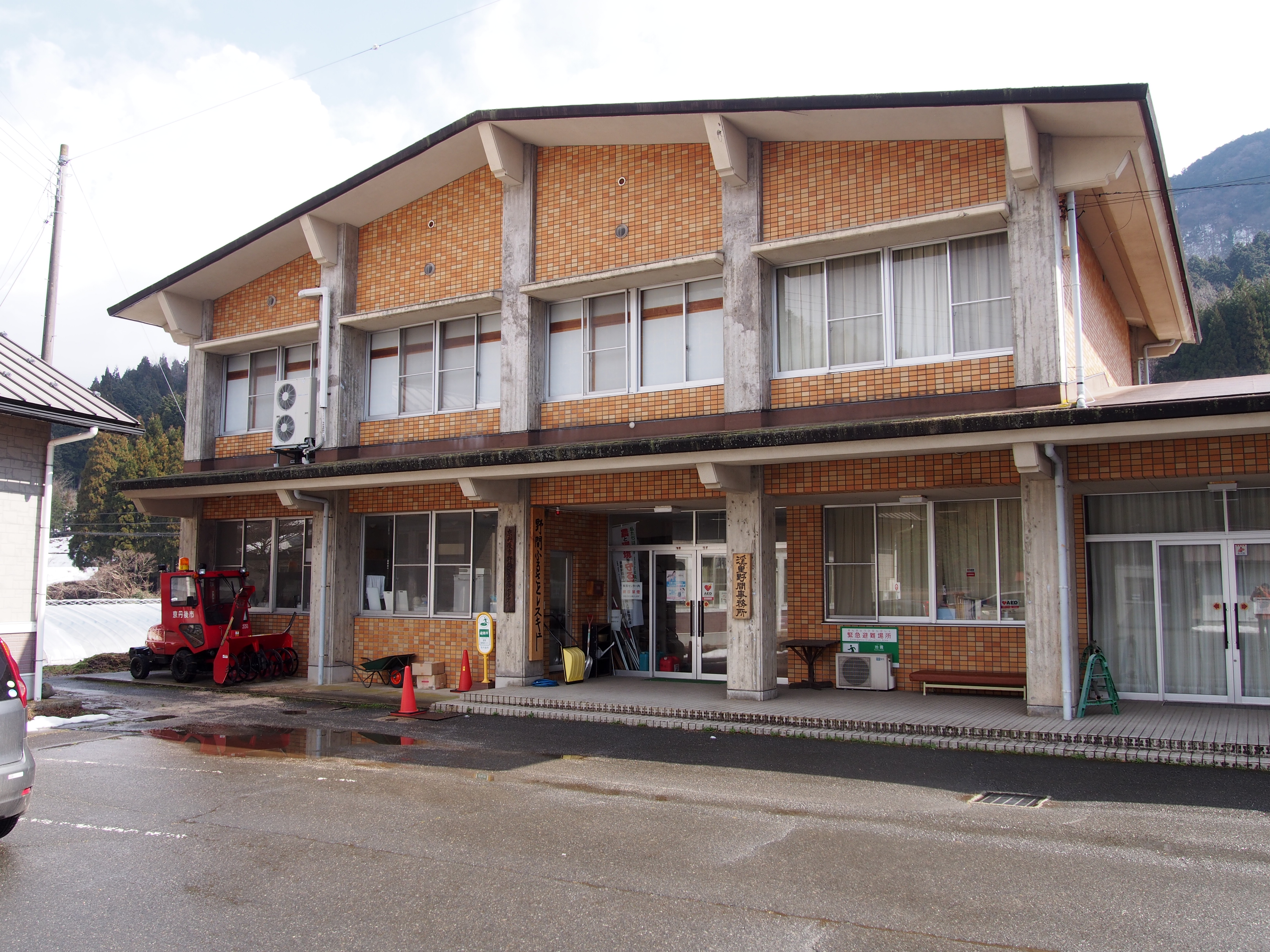
野間集落基幹センター

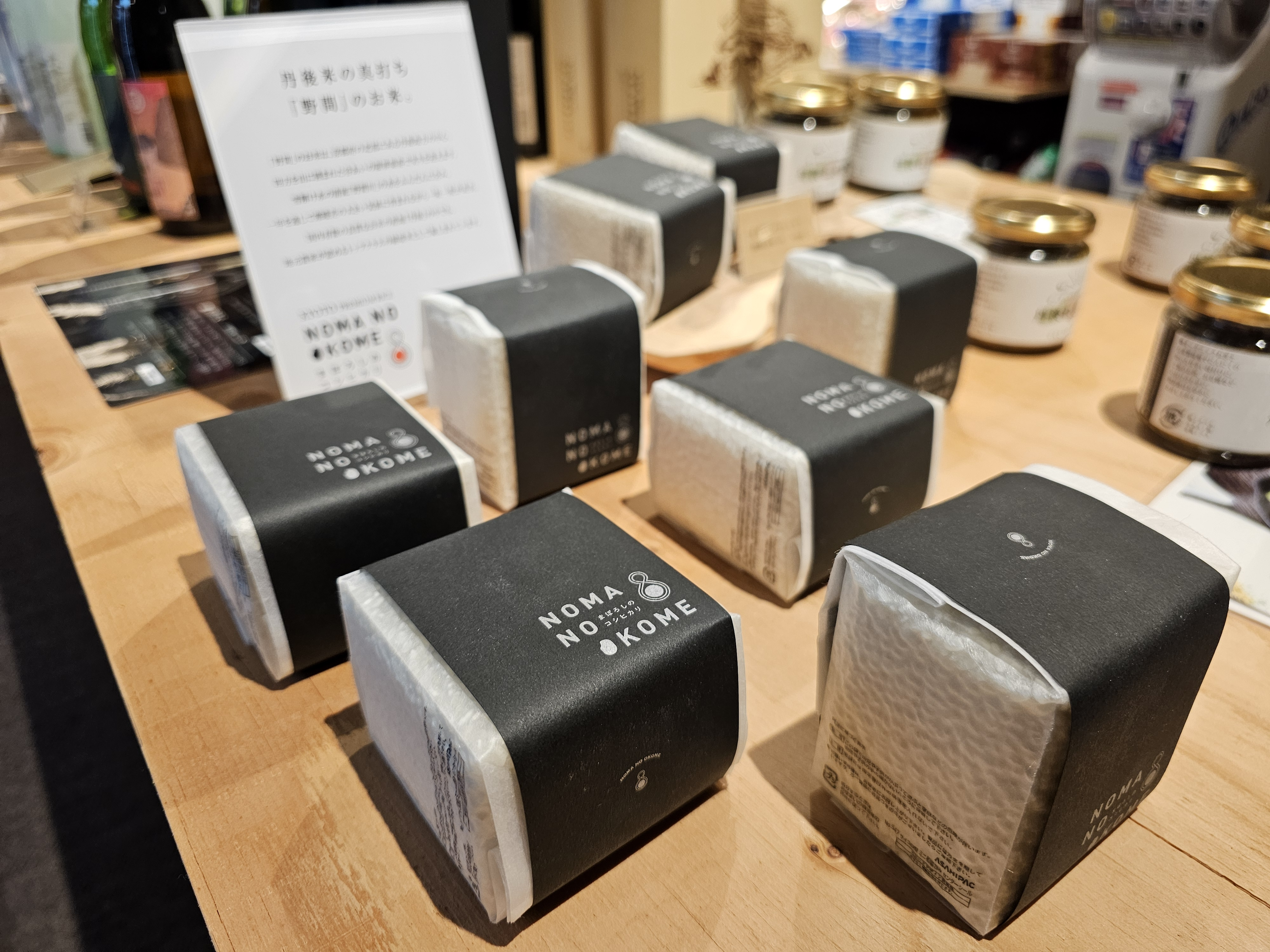
野間産ブランド米の一種「野間の米」

野間地域の少子高齢化と人口減少、それらに伴う集落の孤立化が進行することにより、農地や用水路などの生活基盤を維持管理する共同作業や、各種の伝統行事の継続が困難となることは2000年代には確実視されていた。
2008年（平成20年）、小規模でも付加価値の高いコメを生産することで若者の就農を促進し、地域活性化に繋げようとめざす「野間活性化グループ」（会長：岡本毅）が結成された。総務省の地域力創造アドバイザー派遣事業を活用したり、同志社大学や龍谷大学のゼミとも事業連携を図り、開発したブランド米「天の恵み ガラシャ」を駐日本国ローマ法王庁大使館を通じてバチカンの教皇に献上するなどで衆目を集めた。
2011年（平成23年）には、野間連合区と各集落の代表や公民館、各種団体は協働で地域連携組織「渓里野間（かわざとのま）」（代表：岡本毅）を結成し、地域行事や共同作業の継続に努めるとともに、地元での就職や野間への移住者支援活動を行い、特に移住促進事業を重点的に進めている。
2017年（平成29年）には、住民有志が「野間に移住を促進する会」を結成し、豊かな自然を活かした体験プログラムを含むトレッキング・ツアーの提供を始めた。野間川でウナギやアマゴを釣って食べる「いきものみっけ」会や、山野草の観察会を、京丹後市在住の自然公園指導員やヨガ・インストラクターが講師を務める。2018年（平成30年）には、1938年（昭和13年）10月から1939年（昭和14年）6月にかけて住民が安全に子どもを小中学校に通わせるために石ノミやツルハシで手掘りしたという「マッタケ尾トンネル（須川隧道）」を歩くウォーキングツアーを開催した。
いきものみっけ会は、2019年（令和元年）には「いきものみっけファームin京都推進協議会設立準備会」に移行し、稲作にまつわる四季の行事として田植え・生き物調査・稲刈り・しめ縄作りなどのわら細工や、豊作祈願の餅花作りなどの体験講座を実施した。
2020年（令和2年）、野間出身で大阪府豊中市のコンサルティング会社に勤めていた三本大介が、町おこしを担う株式会社「リバイタライズジャパン」を野間に設立し、村全体の所得増加を図って特産品のコメのブランド化に着手した。野間の農家が低農薬で生産したコメを買収して「まぼろしのコシヒカリ」としてブランド化、国内外の飲食店や都市部の富裕層を対象にネット販売する。さらに、移住促進には僻地医療への不安感を解消する必要があるとも考え、「野間の保健室」と題する無料健康診断イベントを開催し、地域医療と福祉環境の充実も図っている。「野間の保健室」は、野間連合区 
が主体となって運営し、住民は無償で使うことができる体成分測定器や骨密度測定器などの健康診断機器を備え、住民自身での健康管理を促すとともに、必要に応じて医療関係者でもある運営スタッフに相談することができる。
2000年（平成12年）以降2017年（平成29年）3月までに野間地域に移住した人は34人で、官民あげて移住促進を図る京丹後市で特に人気の高い地域となっている。2013年（平成25年）時点で63パーセントだった高齢化率は、2018年（平成30年）時点で53パーセントとなった。

## 世帯数と人口
明治初年の廃藩当時の版籍調査を記録する『与謝郡誌』によれば、当時の野中村は73戸・755人、須川村は68戸・717人で、野間の戸数と人口は計141戸・1,472人であり、1戸あたりの平均が10人以上と大家族で構成されていた点が大きな特徴とされる。
1889年（明治22年）4月の野間村発足時点では、304戸・1449人 。1955年（昭和30年）に弥栄町と合併した時点で252戸・1,305人。昭和38年豪雪（通称「三八豪雪」）以後は減少の一途をたどった。僻地の不便を解消するために建設計画された丹後縦貫林道着工当時の野間は、11集落で204世帯876人。交通の不便の改善は逆に離村の動きを加速させ、林道は離村道路と陰口をたたかれた。
移住促進に取り組みはじめて後は2017年（平成29年）時点で72戸・159人。2018年（平成30年）時点で75戸・158人となり、移住世帯が2割を占める。2019年（令和元年）時点で73戸・149人とされるが、京都府の総合政策環境部地域政策室が把握しているところでは2019年（令和元年）3月時点で人口は186人であった。
| 人口の変遷         | 人口の変遷 | 人口の変遷 |  |
| ------------------ | ---------- | ---------- |  |
| 1955年（昭和30年） | 1,305人    |            |  |
| 1969年（昭和44年） | 876人      |            |  |
| 1982年（昭和57年） | 448人      |            |  |
| 2013年（平成23年） | 190人      |            |  |
| 2018年（平成30年） | 158人      |            |  |

| 世帯数の変遷       | 世帯数の変遷 | 世帯数の変遷 |  |
| ------------------ | ------------ | ------------ |  |
| 1955年（昭和30年） | 252戸        |              |  |
| 1969年（昭和44年） | 204戸        |              |  |
| 1982年（昭和57年） | 135戸        |              |  |
| 2013年（平成25年） | 85戸         |              |  |
| 2018年（平成30年） | 75戸         |              |  |

## 構成地区

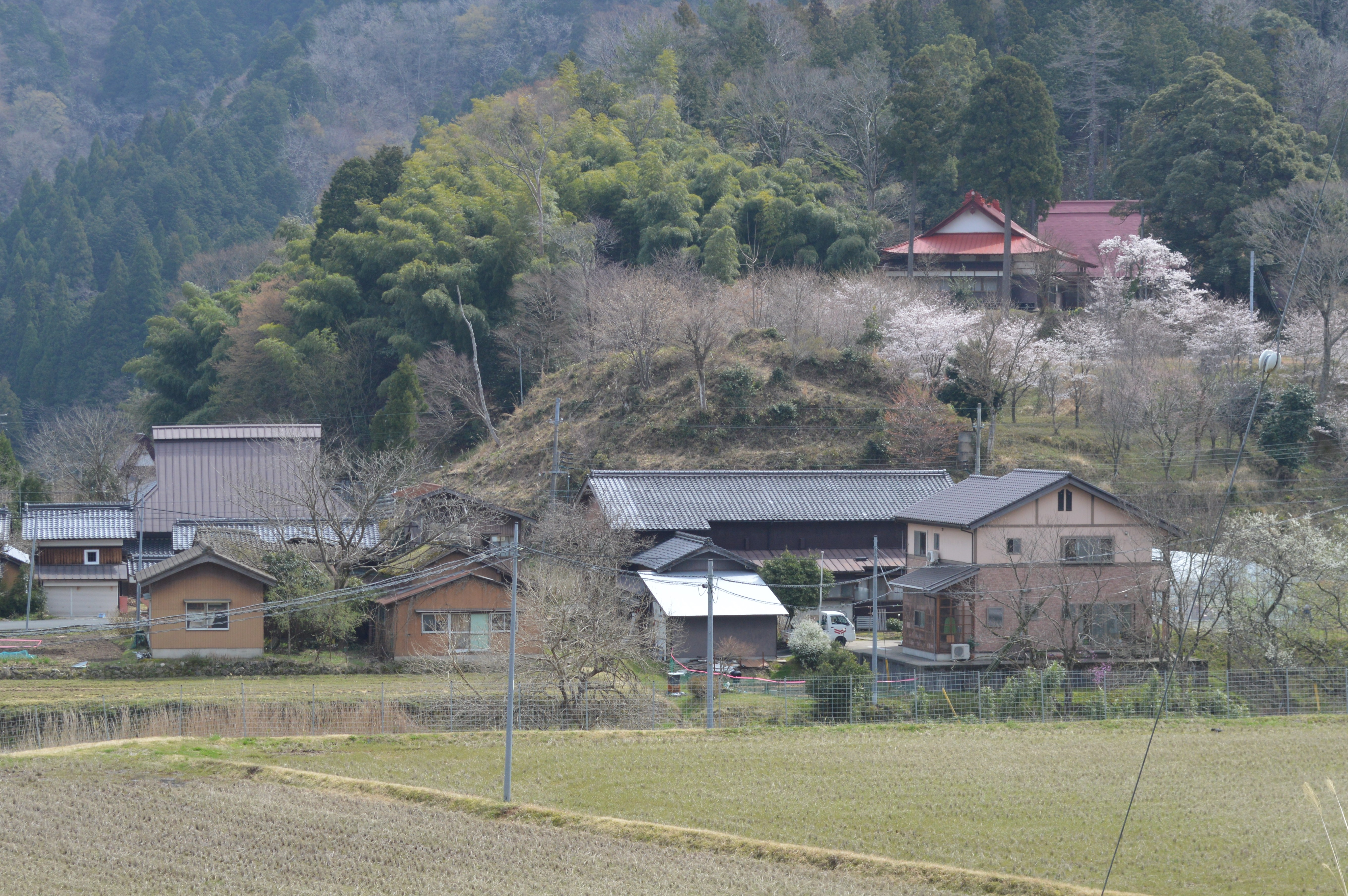
野中、中津集落。右上は延命寺。

### 弥栄町野中地域
江戸時代に野間村が分村した折に、野間地域のなかで野中集落より北にあった野中・横住・吉野・中山・田中・川久保などで野中村を構成した。地内の小倉神社の由緒に、この地方に居住した木地師の集団・小椋氏の祖を祀った神社であるという起源説があり、古来山稼ぎが多く、江戸時代には炭釜運上を上納した。産物としては炭のほかに生糸があった。2004年（平成16年）以降は京丹後市弥栄町野中。

#### 中山（なかやま）
弥栄町黒部との境界、野間の玄関口となる集落で、唯一の幹線道路が通る中山峠に2基のスノーシェルターを備える。
| 人口の変遷         | 人口の変遷 | 人口の変遷 |  |
| ------------------ | ---------- | ---------- |  |
| 1914年（大正3年）  | 88人       |            |  |
| 1955年（昭和30年） | 66人       |            |  |
| 1965年（昭和40年） | 55人       |            |  |
| 1970年（昭和45年） | 50人       |            |  |
| 1975年（昭和50年） | 40人       |            |  |
| 1980年（昭和55年） | 32人       |            |  |
| 1982年（昭和57年） | 32人       |            |  |
| 1985年（昭和60年） | 26人       |            |  |
| 1990年（平成2年）  | 20人       |            |  |
| 1995年（平成7年）  | 19人       |            |  |
| 2013年（平成25年） | 12人       |            |  |

| 世帯数の変遷       | 世帯数の変遷 | 世帯数の変遷 |  |
| ------------------ | ------------ | ------------ |  |
| 1914年（大正3年）  | 34戸         |              |  |
| 1955年（昭和30年） | 12戸         |              |  |
| 1965年（昭和40年） | 12戸         |              |  |
| 1970年（昭和45年） | 11戸         |              |  |
| 1975年（昭和50年） | 10戸         |              |  |
| 1980年（昭和55年） | 10戸         |              |  |
| 1982年（昭和57年） | 10戸         |              |  |
| 1985年（昭和60年） | 9戸          |              |  |
| 1990年（平成2年）  | 8戸          |              |  |
| 1995年（平成7年）  | 7戸          |              |  |
| 2013年（平成25年） | 6戸          |              |  |

。

#### 中津（なかつ）
野間で最も標高の低い集落であり、弥栄町野中の住民を檀家とする曹洞宗宝珠山延命寺に、樹齢約400年とみられる椎の木の巨木や、桜公園がある。氏神例祭で奉納する伝統芸能として、太刀振りを継承する。
| 人口の変遷         | 人口の変遷 | 人口の変遷 |  |
| ------------------ | ---------- | ---------- |  |
| 1914年（大正3年）  | 143人      |            |  |
| 1955年（昭和30年） | 124人      |            |  |
| 1965年（昭和40年） | 96人       |            |  |
| 1970年（昭和45年） | 86人       |            |  |
| 1975年（昭和50年） | 77人       |            |  |
| 1980年（昭和55年） | 73人       |            |  |
| 1982年（昭和57年） | 74人       |            |  |
| 1985年（昭和60年） | 68人       |            |  |
| 1990年（平成2年）  | 57人       |            |  |
| 1995年（平成7年）  | 45人       |            |  |
| 2013年（平成25年） | 32人       |            |  |

| 世帯数の変遷       | 世帯数の変遷 | 世帯数の変遷 |  |
| ------------------ | ------------ | ------------ |  |
| 1914年（大正3年）  | 23戸         |              |  |
| 1955年（昭和30年） | 26戸         |              |  |
| 1965年（昭和40年） | 23戸         |              |  |
| 1970年（昭和45年） | 21戸         |              |  |
| 1975年（昭和50年） | 21戸         |              |  |
| 1980年（昭和55年） | 20戸         |              |  |
| 1982年（昭和57年） | 20戸         |              |  |
| 1985年（昭和60年） | 21戸         |              |  |
| 1990年（平成2年）  | 17戸         |              |  |
| 1995年（平成7年）  | 16戸         |              |  |
| 2013年（平成25年） | 12戸         |              |  |

#### 田中（たなか）
野間を代表する稲作地域。氏神例祭で奉納する伝統芸能として、太刀振りを継承する。
| 人口の変遷         | 人口の変遷 | 人口の変遷 |  |
| ------------------ | ---------- | ---------- |  |
| 1914年（大正3年）  | 64人       |            |  |
| 1955年（昭和30年） | 76人       |            |  |
| 1965年（昭和40年） | 49人       |            |  |
| 1970年（昭和45年） | 32人       |            |  |
| 1975年（昭和50年） | 37人       |            |  |
| 1980年（昭和55年） | 46人       |            |  |
| 1982年（昭和57年） | 45人       |            |  |
| 1985年（昭和60年） | 44人       |            |  |
| 1990年（平成2年）  | 40人       |            |  |
| 1995年（平成7年）  | 33人       |            |  |
| 2013年（平成25年） | 16人       |            |  |

| 世帯数の変遷       | 世帯数の変遷 | 世帯数の変遷 |  |
| ------------------ | ------------ | ------------ |  |
| 1914年（大正3年）  | 13戸         |              |  |
| 1955年（昭和30年） | 15戸         |              |  |
| 1965年（昭和40年） | 11戸         |              |  |
| 1970年（昭和45年） | 9戸          |              |  |
| 1975年（昭和50年） | 9戸          |              |  |
| 1980年（昭和55年） | 9戸          |              |  |
| 1982年（昭和57年） | 9戸          |              |  |
| 1985年（昭和60年） | 9戸          |              |  |
| 1990年（平成2年）  | 9戸          |              |  |
| 1995年（平成7年）  | 9戸          |              |  |
| 2013年（平成25年） | 10戸         |              |  |

#### 野中（のなか）
野間地域及び大字・弥栄町野中の中心集落。郵便局、診療所、野間集落基幹センターなどの主要施設が集まり、野間一帯の氏神である大宮神社がある。
例祭で奉納する伝統芸能として継承する「田楽」は、中世の基本形を残している稀少な例として京都府の無形民俗文化財に指定されている。
明治期初め頃に須川村の端郷であった横住集落の6戸29人と西村集落を統合した。
| 人口の変遷         | 人口の変遷 | 人口の変遷 |  |
| ------------------ | ---------- | ---------- |  |
| 1914年（大正3年）  | 163人      |            |  |
| 1955年（昭和30年） | 201人      |            |  |
| 1965年（昭和40年） | 170人      |            |  |
| 1970年（昭和45年） | 133人      |            |  |
| 1975年（昭和50年） | 124人      |            |  |
| 1980年（昭和55年） | 116人      |            |  |
| 1982年（昭和57年） | 120人      |            |  |
| 1985年（昭和60年） | 100人      |            |  |
| 1990年（平成2年）  | 93人       |            |  |
| 1995年（平成7年）  | 76人       |            |  |
| 2013年（平成25年） | 48人       |            |  |

| 世帯数の変遷       | 世帯数の変遷 | 世帯数の変遷 |  |
| ------------------ | ------------ | ------------ |  |
| 1914年（大正3年）  | 30戸         |              |  |
| 1955年（昭和30年） | 39戸         |              |  |
| 1965年（昭和40年） | 41戸         |              |  |
| 1970年（昭和45年） | 34戸         |              |  |
| 1975年（昭和50年） | 30戸         |              |  |
| 1980年（昭和55年） | 30戸         |              |  |
| 1982年（昭和57年） | 32戸         |              |  |
| 1985年（昭和60年） | 29戸         |              |  |
| 1990年（平成2年）  | 29戸         |              |  |
| 1995年（平成7年）  | 27戸         |              |  |
| 2013年（平成25年） | 22戸         |              |  |

### 弥栄町須川地域
江戸時代に野間村が分村した折、野間地域のなかで須川集落より南にあった須川・霰・大谷・来見谷・住山・味土野などで須川村を構成した。1948年（昭和23年）に野間村が与謝郡から竹野郡へ編入された際、成谷集落の6戸42人が与謝郡日ケ谷村に編入されて離脱。近世までの主な産物は生糸、桑、小豆、山芋などだった。明治期に再び野中と統合した野間村を経て、昭和30年に弥栄町の大字・須川となるも人口流出が進み、1876年（明治9年）には186戸あった戸数が1977年（昭和52年）時点で72戸まで減少。2004年以降は京丹後市弥栄町須川。
丹後半島のなかでも特に平家の落人にまつわる伝説が多く残る地域のひとつで、真偽不明ながら須川の「鎧ヶ淵」は平家の落ち武者が不要になった武具や具足を捨てた場所であるとか、小字尾崎地内にある1682年（天和2年）刻銘の石仏は平家の落ち武者供養のために後年に建てたものであると伝える。

#### 吉野（よしの）
丹後縦貫林道が通る。吉野という地名は、成相山から丹後半島にかけての金剛童子山系の山脈が奈良の吉野山系に似ていることから、古来、金剛童子山を吉野と呼んだことに由来し、吉野集落は古くは山伏の修行所であったという。紅葉と呼子鳥の名所として知られる。
金剛童子山に因む吉野の名は、弥栄町においては馴染み深いものであり、溝谷の吉岡酒造場の代表銘柄「吉野山」や、弥栄町芋野の京丹後市立吉野小学校などにもその名がみえる。
| 人口の変遷         | 人口の変遷 | 人口の変遷 |  |
| ------------------ | ---------- | ---------- |  |
| 1914年（大正3年）  | 139人      |            |  |
| 1955年（昭和30年） | 111人      |            |  |
| 1965年（昭和40年） | 89人       |            |  |
| 1970年（昭和45年） | 76人       |            |  |
| 1975年（昭和50年） | 75人       |            |  |
| 1980年（昭和55年） | 71人       |            |  |
| 1982年（昭和57年） | 67人       |            |  |
| 1985年（昭和60年） | 53人       |            |  |
| 1990年（平成2年）  | 49人       |            |  |
| 1995年（平成7年）  | 51人       |            |  |
| 2013年（平成25年） | 33人       |            |  |

| 世帯数の変遷       | 世帯数の変遷 | 世帯数の変遷 |  |
| ------------------ | ------------ | ------------ |  |
| 1914年（大正3年）  | 23戸         |              |  |
| 1955年（昭和30年） | 21戸         |              |  |
| 1965年（昭和40年） | 19戸         |              |  |
| 1970年（昭和45年） | 18戸         |              |  |
| 1975年（昭和50年） | 18戸         |              |  |
| 1980年（昭和55年） | 18戸         |              |  |
| 1982年（昭和57年） | 19戸         |              |  |
| 1985年（昭和60年） | 17戸         |              |  |
| 1990年（平成2年）  | 17戸         |              |  |
| 1995年（平成7年）  | 17戸         |              |  |
| 2013年（平成25年） | 14戸         |              |  |

#### 霰（あられ）
野間川の上流、須川渓谷・大谷・来見谷の3本の谷間が合流する辺りに位置する集落である。弥栄町須川の住民を檀家とする洞養寺や、その裏手の山頂に金剛童子山の開祖とされる役小角を祀る山神社がある。かつて山神社にあった役小角の神像（木像）は洞養寺に移されている。
| 人口の変遷         | 人口の変遷 | 人口の変遷 |  |
| ------------------ | ---------- | ---------- |  |
| 1914年（大正3年）  | 84人       |            |  |
| 1955年（昭和30年） | 84人       |            |  |
| 1965年（昭和40年） | 68人       |            |  |
| 1970年（昭和45年） | 60人       |            |  |
| 1975年（昭和50年） | 54人       |            |  |
| 1980年（昭和55年） | 53人       |            |  |
| 1982年（昭和57年） | 45人       |            |  |
| 1985年（昭和60年） | 42人       |            |  |
| 1990年（平成2年）  | 38人       |            |  |
| 1995年（平成7年）  | 34人       |            |  |
| 2013年（平成25年） | 25人       |            |  |

| 世帯数の変遷       | 世帯数の変遷 | 世帯数の変遷 |  |
| ------------------ | ------------ | ------------ |  |
| 1914年（大正3年）  | 18戸         |              |  |
| 1955年（昭和30年） | 17戸         |              |  |
| 1965年（昭和40年） | 14戸         |              |  |
| 1970年（昭和45年） | 17戸         |              |  |
| 1975年（昭和50年） | 14戸         |              |  |
| 1980年（昭和55年） | 16戸         |              |  |
| 1982年（昭和57年） | 15戸         |              |  |
| 1985年（昭和60年） | 15戸         |              |  |
| 1990年（平成2年）  | 15戸         |              |  |
| 1995年（平成7年）  | 14戸         |              |  |
| 2013年（平成25年） | 10戸         |              |  |

#### 味土野（みどの）

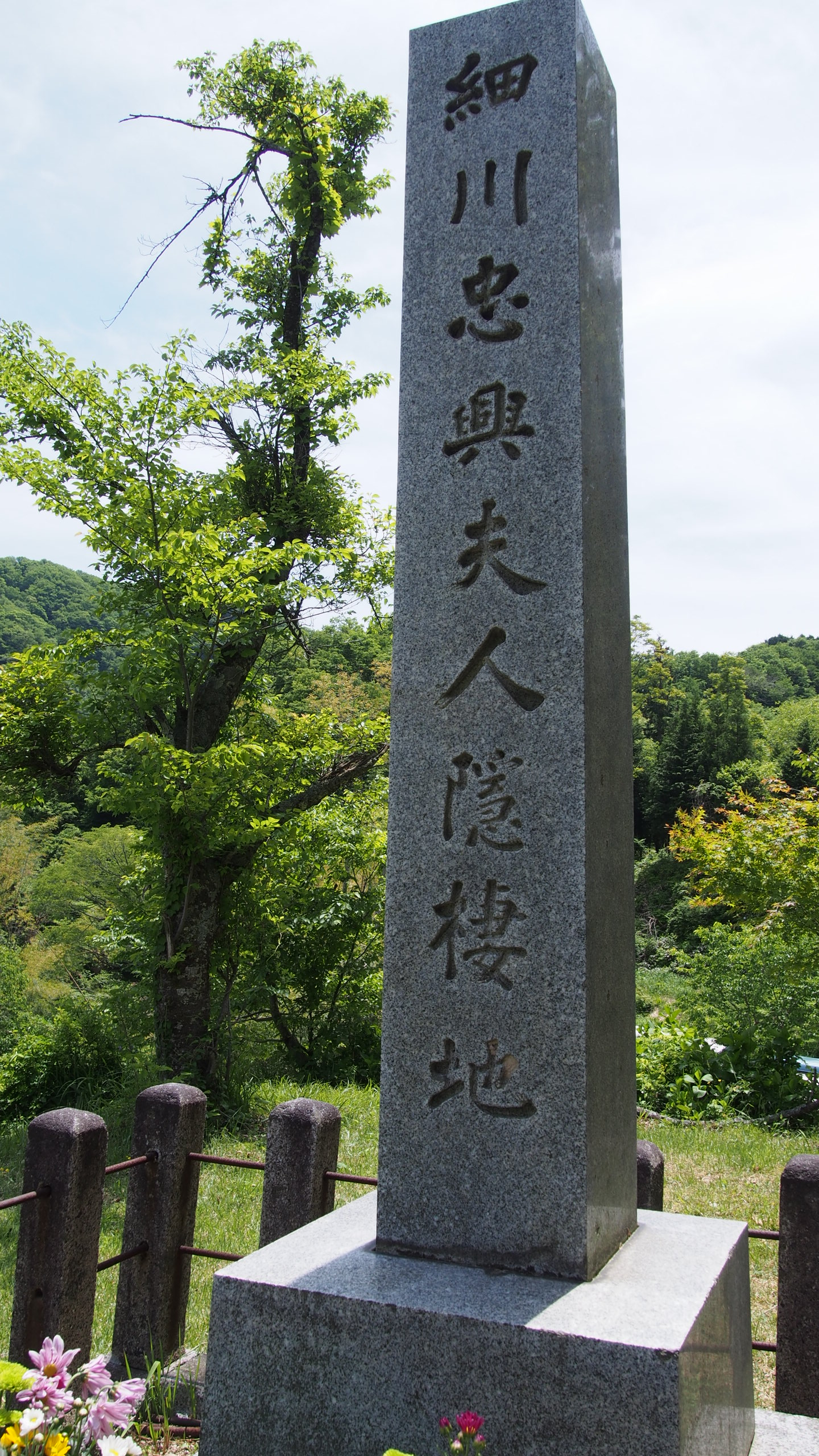
「細川忠興夫人隠棲地」碑

野間の中でも秘境と評され、細川ガラシャの隠棲地という謂れがある、金剛童子山の南東麓、八合目付近にある。1955年（昭和30年）に弥栄町に移行した時点で36戸の集落だったが、三八豪雪を機に離村が進み1975年（昭和50年）時点で4戸にまで減少した。

#### 大谷（おおたに）
硬度50以下の軟水が湧く大清水があり、湧き水を利用したアマゴやイワナの養殖場がある。
氏神例祭で奉納する伝統芸能として、神楽を継承する。
| 人口の変遷         | 人口の変遷 | 人口の変遷 |  |
| ------------------ | ---------- | ---------- |  |
| 1914年（大正3年）  | 72人       |            |  |
| 1955年（昭和30年） | 63人       |            |  |
| 1965年（昭和40年） | 36人       |            |  |
| 1970年（昭和45年） | 17人       |            |  |
| 1975年（昭和50年） | 16人       |            |  |
| 1980年（昭和55年） | 13人       |            |  |
| 1982年（昭和57年） | 11人       |            |  |
| 1985年（昭和60年） | 8人        |            |  |
| 1990年（平成2年）  | 6人        |            |  |
| 1995年（平成7年）  | 4人        |            |  |
| 2013年（平成25年） | 2人        |            |  |

| 世帯数の変遷       | 世帯数の変遷 | 世帯数の変遷 |  |
| ------------------ | ------------ | ------------ |  |
| 1914年（大正3年）  | 14戸         |              |  |
| 1955年（昭和30年） | 14戸         |              |  |
| 1965年（昭和40年） | 9戸          |              |  |
| 1970年（昭和45年） | 7戸          |              |  |
| 1975年（昭和50年） | 6戸          |              |  |
| 1980年（昭和55年） | 6戸          |              |  |
| 1982年（昭和57年） | 5戸          |              |  |
| 1985年（昭和60年） | 3戸          |              |  |
| 1990年（平成2年）  | 3戸          |              |  |
| 1995年（平成7年）  | 3戸          |              |  |
| 2013年（平成25年） | 2戸          |              |  |

#### 来見谷（くるみだに）

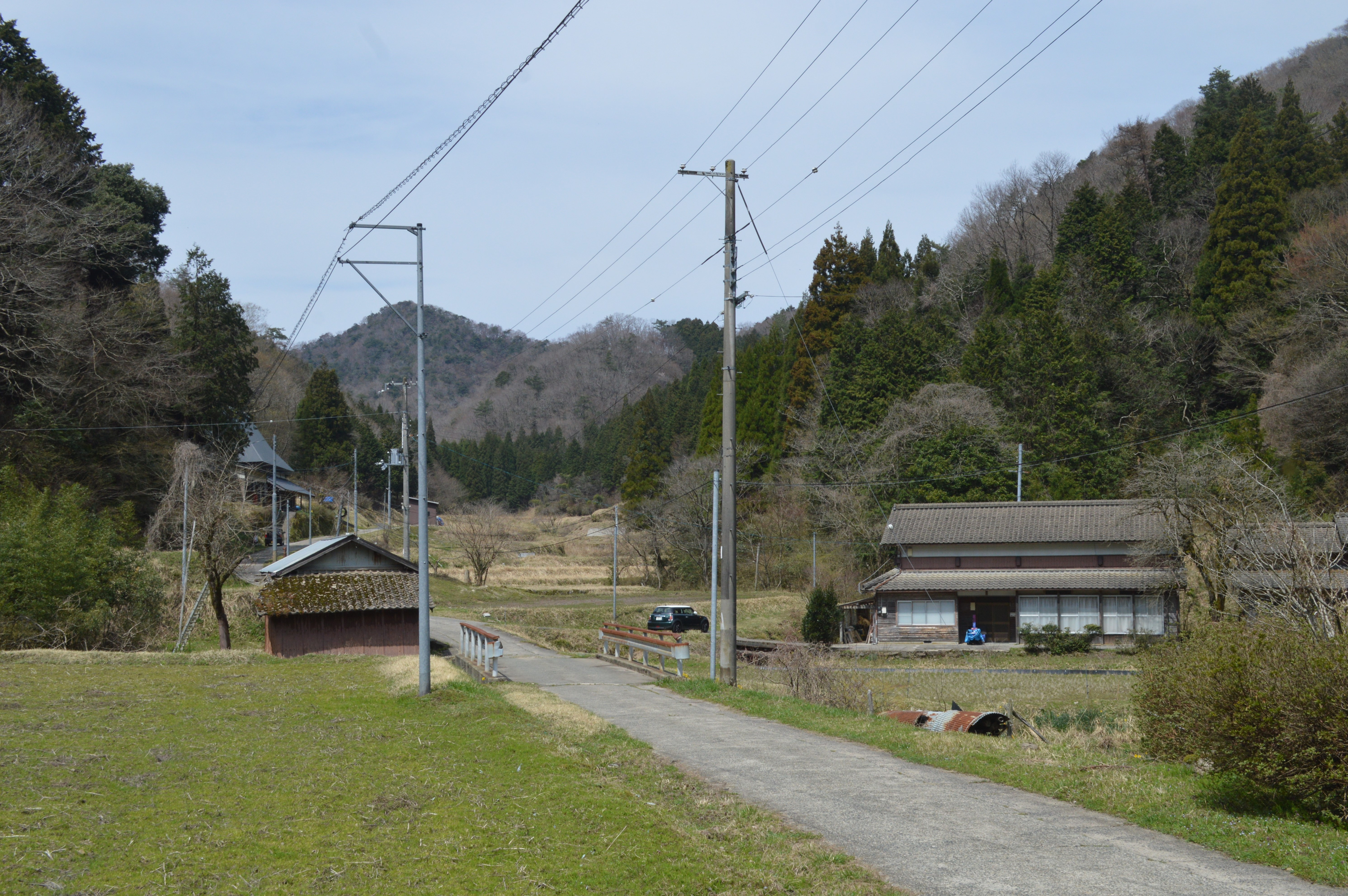
来見谷集落

古来、野間地域のなかでも独自の祭礼行事があり、ひとつは節分に男女総出で公会堂で祭りを行ったもの。またひとつは、氏神として来見谷神社があり、八大荒神と聖を祀るが、この神は出雲に行かない「留守番役の神」であるとされ、10月28日の例祭として来見谷のみ祭礼行事を行ったというものがあった。名所旧跡では、60歳になると役立たずとして山道から突き落としたとの謂れがある「六十倒かしの滝」がある。
| 人口の変遷         | 人口の変遷 | 人口の変遷 |  |
| ------------------ | ---------- | ---------- |  |
| 1914年（大正3年）  | 111人      |            |  |
| 1955年（昭和30年） | 81人       |            |  |
| 1965年（昭和40年） | 62人       |            |  |
| 1970年（昭和45年） | 50人       |            |  |
| 1975年（昭和50年） | 42人       |            |  |
| 1980年（昭和55年） | 33人       |            |  |
| 1982年（昭和57年） | 24人       |            |  |
| 1985年（昭和60年） | 20人       |            |  |
| 1990年（平成2年）  | 15人       |            |  |
| 1995年（平成7年）  | 21人       |            |  |
| 2013年（平成25年） | 17人       |            |  |

| 世帯数の変遷       | 世帯数の変遷 | 世帯数の変遷 |  |
| ------------------ | ------------ | ------------ |  |
| 1914年（大正3年）  | 20戸         |              |  |
| 1955年（昭和30年） | 17戸         |              |  |
| 1965年（昭和40年） | 16戸         |              |  |
| 1970年（昭和45年） | 15戸         |              |  |
| 1975年（昭和50年） | 14戸         |              |  |
| 1980年（昭和55年） | 13戸         |              |  |
| 1982年（昭和57年） | 11戸         |              |  |
| 1985年（昭和60年） | 11戸         |              |  |
| 1990年（平成2年）  | 10戸         |              |  |
| 1995年（平成7年）  | 10戸         |              |  |
| 2013年（平成25年） | 9戸          |              |  |

国勢調査では17戸と記録される1955年（昭和30年）の弥栄町移行時点で、地元の記録によれば22戸が居住していた集落であり、三八豪雪を機に離村が進み1982年（昭和57年）時点で12戸に減少したと伝えている。
21世紀初頭においては、京丹後市のなかでも特に移住者が増えている集落である。2013年（平成25年）時点で全9戸のうち3戸、2018年（平成30年）時点で全6戸のうち5戸が移住世帯で、2023年（令和5年）時点で全8戸のうち6戸が移住世帯・2戸がUターン世帯となっている。
1904年（明治37年）築の古民家を改装して2009年（平成21年）に開業した田舎体験の宿「LOHASくるみ谷」や、2016年（平成28年）に結婚を機に移住した他県出身の夫婦による「農家パン弥・栄窯」や、人体やペット用の高濃度酸素カプセルなどのセルフケア商品を扱う企業などが社屋を構えている。また、区外在住者が所有するコテージなどがある。

#### 須川（すがわ）

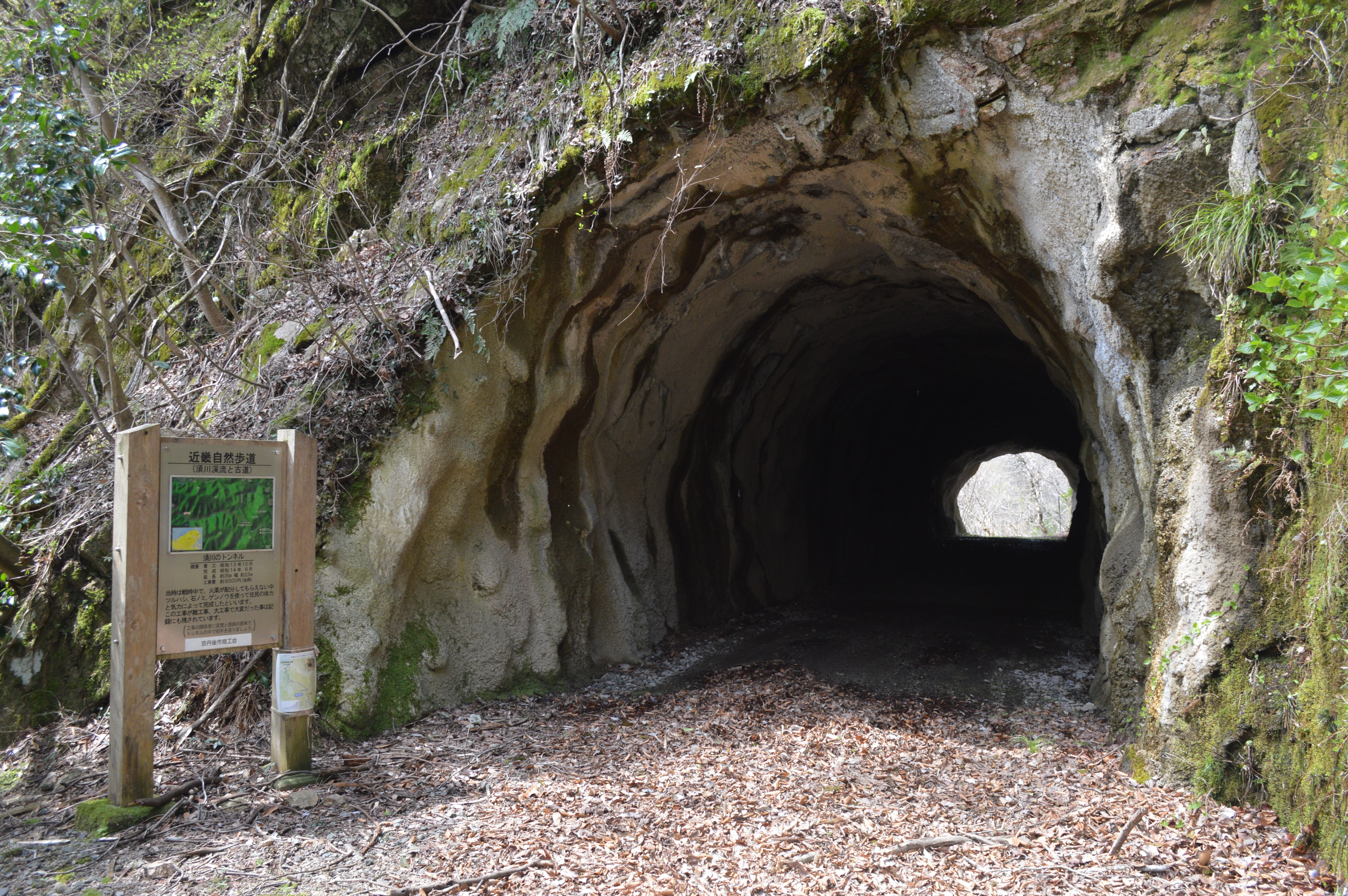
須川隧道（2024年）

野間川を遡行して霰集落付近で谷が二つに分かれるうちの東方、太鼓山の西側斜面の谷水が流れ下った辺りに位置する。さらに谷川を遡行すると近畿自然歩道が通る須川渓谷があり、渓谷沿いに狭い林道が住山集落方面まで続き、観光名所ともなっている手掘りのトンネル（須川隧道）がある。地元では「マッタケ尾トンネル」と呼ばれる。この隧道は1938年（昭和13年）10月から1939年（昭和14年）6月にかけて住民が安全に子どもを小中学校に通わせるために石ノミやツルハシで手掘りしたもので、マッタケ尾はトンネルがある場所の地名である。幅3.5メートル、高さ3メートル、延長43.5メートル。
1938年（昭和13年）当時、トンネルより伊根町側にあった野間の住山地域 
の世帯数は22戸で、15人が野間の小中学校に通っていたが、このトンネルができるまでの集落間の移動は、山を越えるか、一度野間川付近まで降りる必要があり片道5～6キロで3～4時間かかっていたうえに増水時は非常な危険を伴っていた。トンネル開通後は当時年間45トン出荷していた炭を宮津市方面に輸送する産業道路として活躍した。

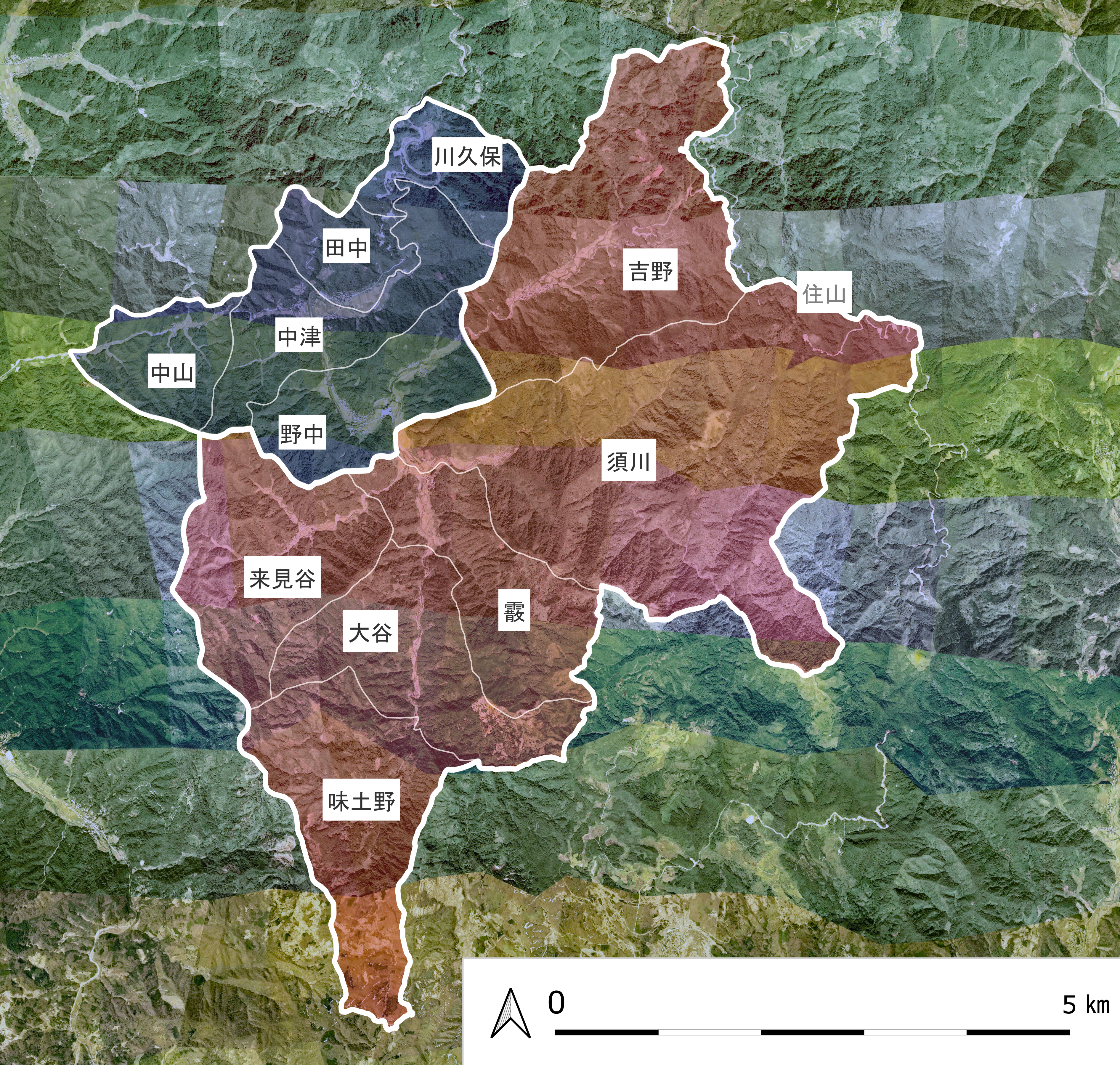
野間地域区分図。青色部分が弥栄町野中地域・赤色部分が弥栄町須川地域。

| 人口の変遷         | 人口の変遷 | 人口の変遷 |  |
| ------------------ | ---------- | ---------- |  |
| 1914年（大正3年）  | 113人      |            |  |
| 1955年（昭和30年） | 129人      |            |  |
| 1965年（昭和40年） | 84人       |            |  |
| 1970年（昭和45年） | 53人       |            |  |
| 1975年（昭和50年） | 43人       |            |  |
| 1980年（昭和55年） | 37人       |            |  |
| 1982年（昭和57年） | 37人       |            |  |
| 1985年（昭和60年） | 28人       |            |  |
| 1990年（平成2年）  | 21人       |            |  |
| 1995年（平成7年）  | 16人       |            |  |
| 2013年（平成25年） | 9人        |            |  |

| 世帯数の変遷       | 世帯数の変遷 | 世帯数の変遷 |  |
| ------------------ | ------------ | ------------ |  |
| 1914年（大正3年）  | 24戸         |              |  |
| 1955年（昭和30年） | 28戸         |              |  |
| 1965年（昭和40年） | 24戸         |              |  |
| 1970年（昭和45年） | 17戸         |              |  |
| 1975年（昭和50年） | 16戸         |              |  |
| 1980年（昭和55年） | 12戸         |              |  |
| 1982年（昭和57年） | 12戸         |              |  |
| 1985年（昭和60年） | 9戸          |              |  |
| 1990年（平成2年）  | 8戸          |              |  |
| 1995年（平成7年）  | 7戸          |              |  |
| 2013年（平成25年） | 5戸          |              |  |

### 離村・廃村地域

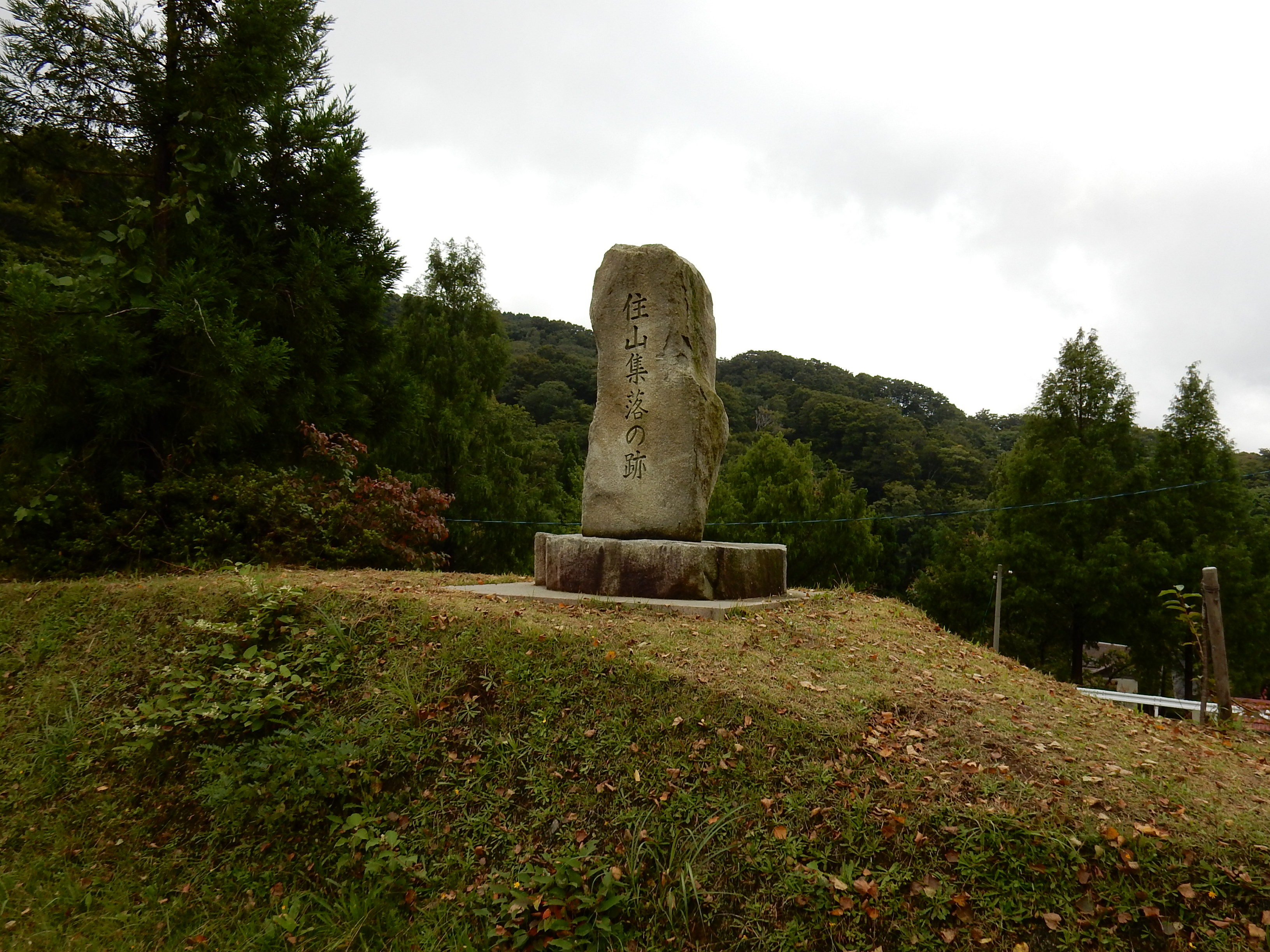
スイス村に建つ住山集落の跡石碑

宇川の源流域にある山間部を中心に、明治末期から昭和30年代にかけて多くの端郷が廃村となり、消滅した。慶長年間の検地帳では、野間村は味土野村・野尻村・白砂子村・須川村の4集落を枝郷と記録するが、野尻・白砂子の2集落の位置は不明で、現存する絵図や地図でも確認できない。

#### 住山（すみやま）
廃村地域のうち、須川の上流域にあたる太鼓山の山間部は「住山」と呼ばれかつては7集落が点在していたが、昭和38年豪雪を機に生活不安から全戸が離村。跡地は国有地となっていたが、1978年（昭和53年）に一部が弥栄町に払い下げられ、森岡行直町長（当時）の過疎対策の一環として弥栄町自然森林公園スイス村（現・京丹後森林公園スイス村）となった。京丹後市の調査によれば、かつて住山にあった7集落の戸数は14戸だったという。1955年（昭和30年）時点では、11戸50人が居住していた。スイス村の駐車場前には2012年（平成24年）に「住山集落の跡」と刻む石碑が記念に建立された。

## 産業
山林資源に恵まれ、歴史的にも主産業は農林業である。副業として昭和期中頃までは養蚕・畜産を営み、森林公園スイス村の開業前後の昭和後期以降は観光業と関連した様々な副業が生まれた。

### 農業

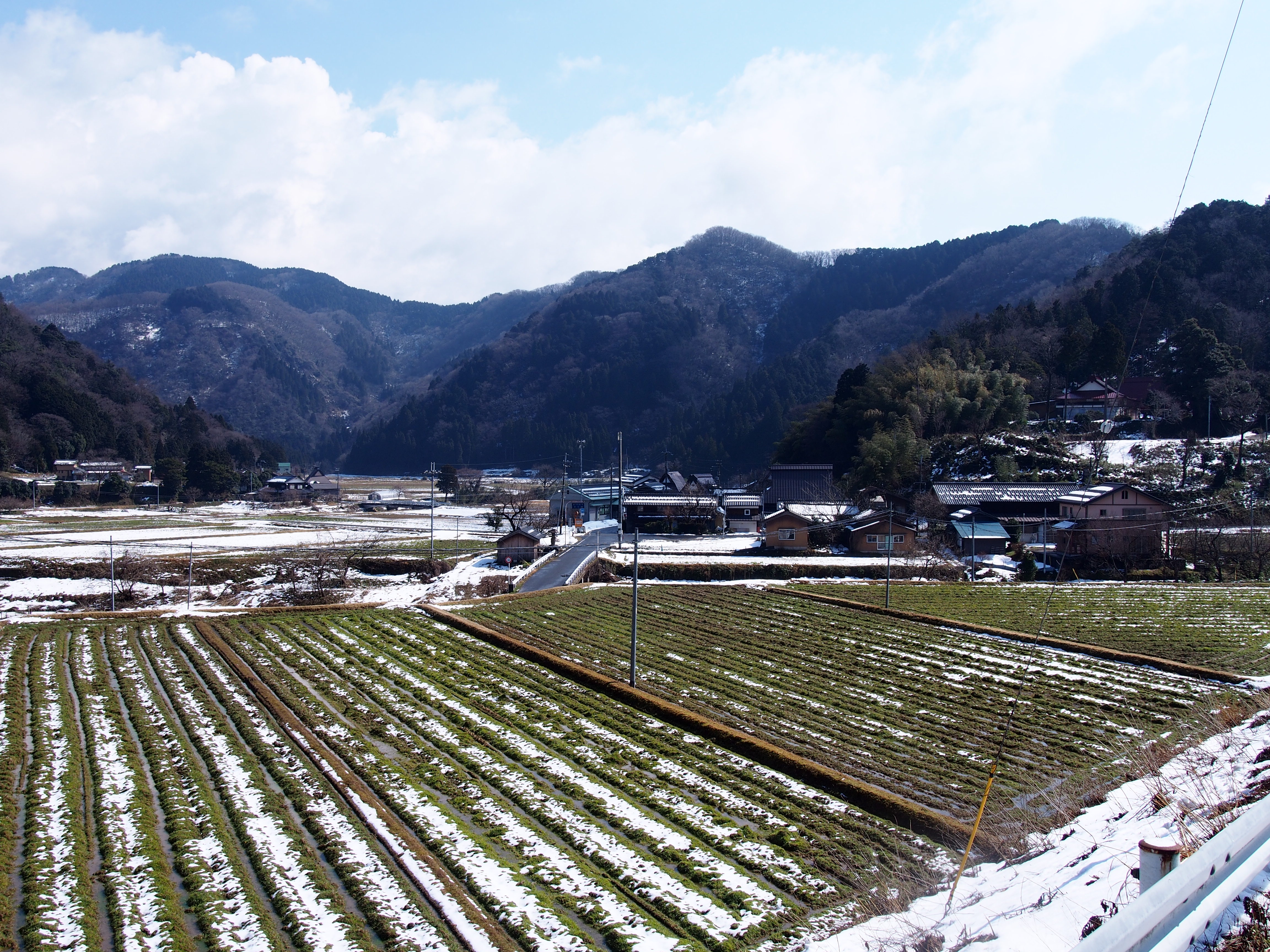
野中の風景。田中地区方面を臨む。

野間地域は9割以上を山林が占め、耕作地は2017年（平成29年）頃の時点で2パーセント以下の典型的な山村地域である。
明治初年頃に作成されたと思われる「野間村耕地絵図」によると、宇川とその支流に沿って田が展開し、その背後に畑地が展開する。江戸時代の田畑の品等でみると、上・中・下・下々のなかで生産力の高い耕作地のうち、上田・中田が宇川流域の田中・野中・吉野・霰・須川に集中し、上畑・中畑は田中・中津・野中・霰付近に見られる程度で、下畑・下々畑・山畑が多かった。
農の主な生産物は稲作で、野間産のコメは丹後地方のなかでも特に美味なことで知られ、主なブランドに「共創型まちづくりビジネス」として注目される区画オーナー制度により、市場に流通しないため幻のコメと称されるブランド米「野間-NOMA-」（コシヒカリ）や、籾種を超軟水で発芽させる「京丹後米～水と文化が育んだ～野間のこしひかり」、ローマ教皇にも献上した「天の恵み ガラシャ」などがある。
酒米では、稀少価値の高い「亀の尾」を昭和後期に古代米の復活研究に尽力した芦田行雄から籾種を譲り受けた農家が無農薬での栽培に取り組み、弥栄町溝谷の竹野酒造の純米酒『亀の尾蔵舞』の原料として出荷する。

### 林業

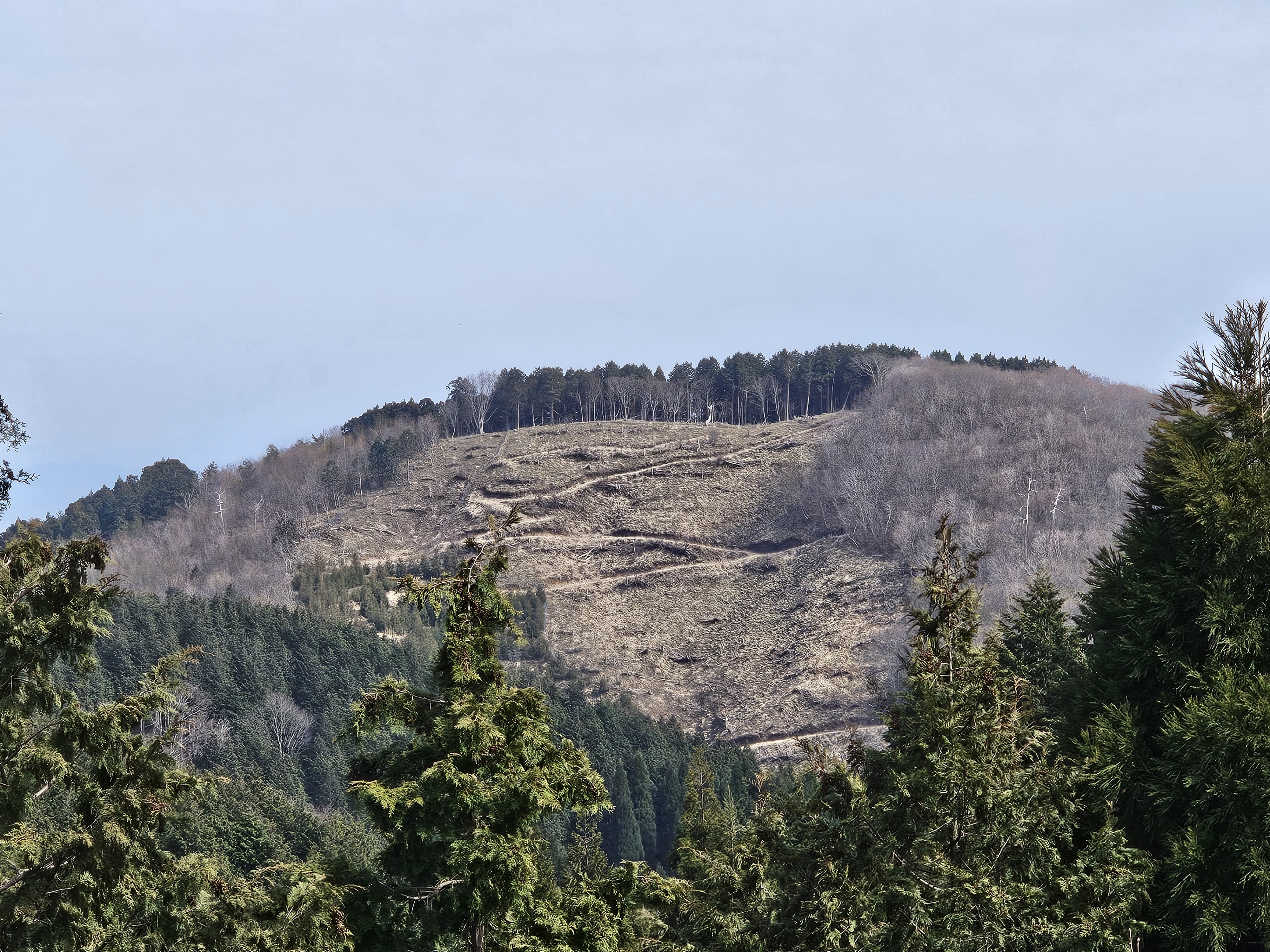
太鼓山山系の林業場

1922年（大正11年）、国と官行造林の80年契約を交わした。野間村は土地と人夫を提供し、経営は政府が担い、収益は5分5分で分配するという契約内容で、1923年（大正12年）4月～1926年（大正15年）11月までに植栽を終えた。この植林事業は、昭和38年豪雪で一部（吉野谷の第3林班68.45ha）では甚大な被害もあったが、全般的には順調に生育して大半は造林に成功した。
1942年（昭和17年）、野間にも森林組合が設立されたが、戦時下であったためこの当時美しく整っていた林は、ほぼ戦争への供出のため伐採されている。さらに1950年代前半期には作業機械の進歩により野間奥地の自然林も搬出された。
1957年（昭和32年）5月、弥栄と野間の森林組合が合併する。記念に京都府は野間地域で植樹祭を開催し、洞養寺の寺有林に杉を植樹し、野間小学校には蜷川虎三知事と臼井大阪営林局長（当時）が記念樹として桜を手植えした。
かつて野間地域の林業は、主に自家用の薪や白炭を生産し、須川隧道などを通って峰山町など丹後半島の他地域へ出荷するものだった。
1960年（昭和35年）から1961年（昭和36年）頃の野間では炭3万5千俵、薪30万貫を生産していたという。しかし、社会生活の変化から薪炭の需要は昭和中期には衰退し、1970年（昭和45年）には炭577俵、薪1.7万貫まで生産量が激減した。
2010年代、京丹後市では、市が設置費用を補助する薪ストーブの需要が伸びていることから、薪ストーブ燃料となる木質ペレットの加工工場が建設され、従来は需要のなかった間伐材や針葉樹の薪も買い取られる制度が創設された。野間では薪ストーブ向けの原料を提供する林業を事業化するべく森林保全会を立ち上げ、里山の整備保全と新たな雇用創出を模索している。

## 教育

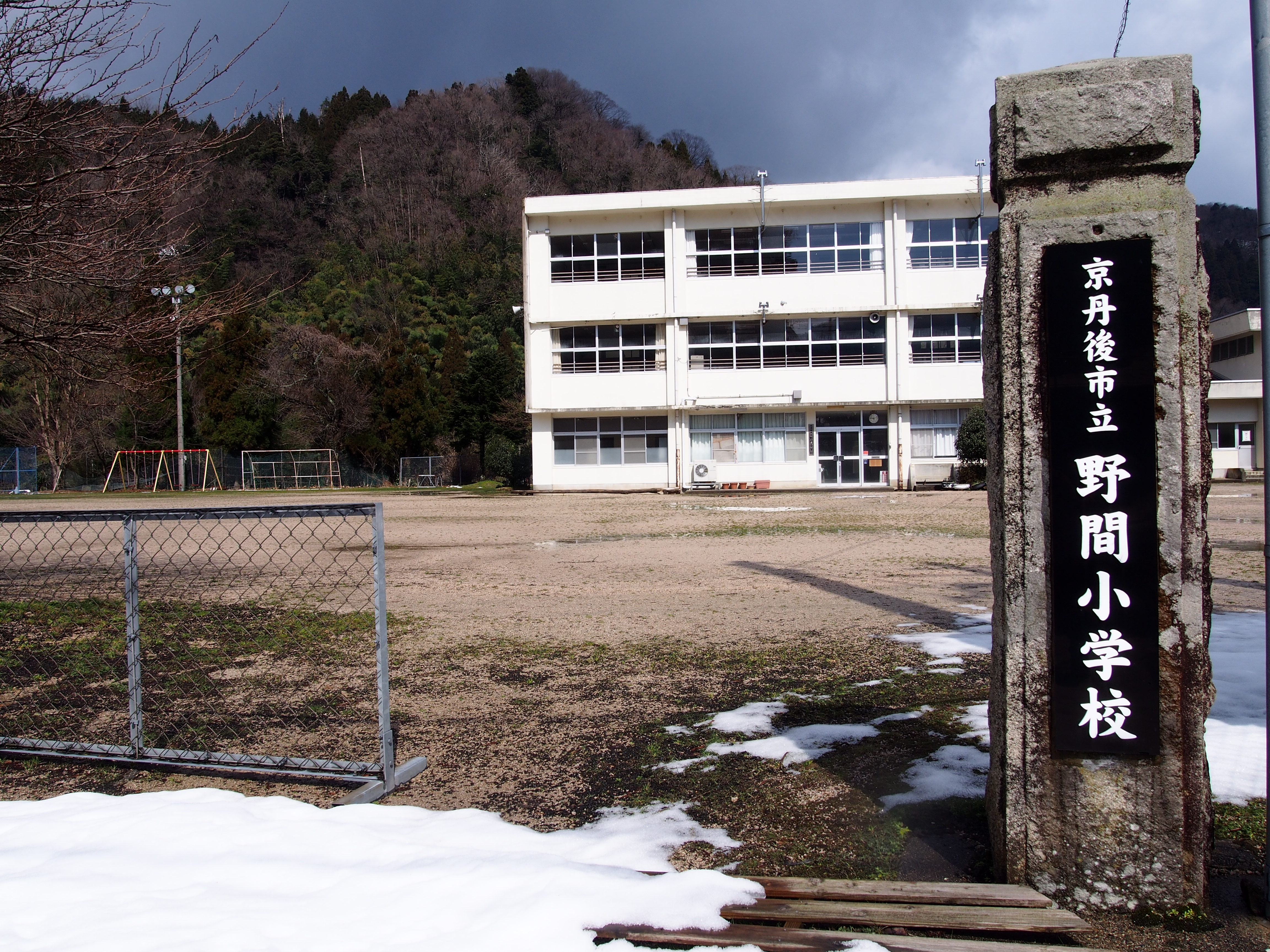
野間小学校跡

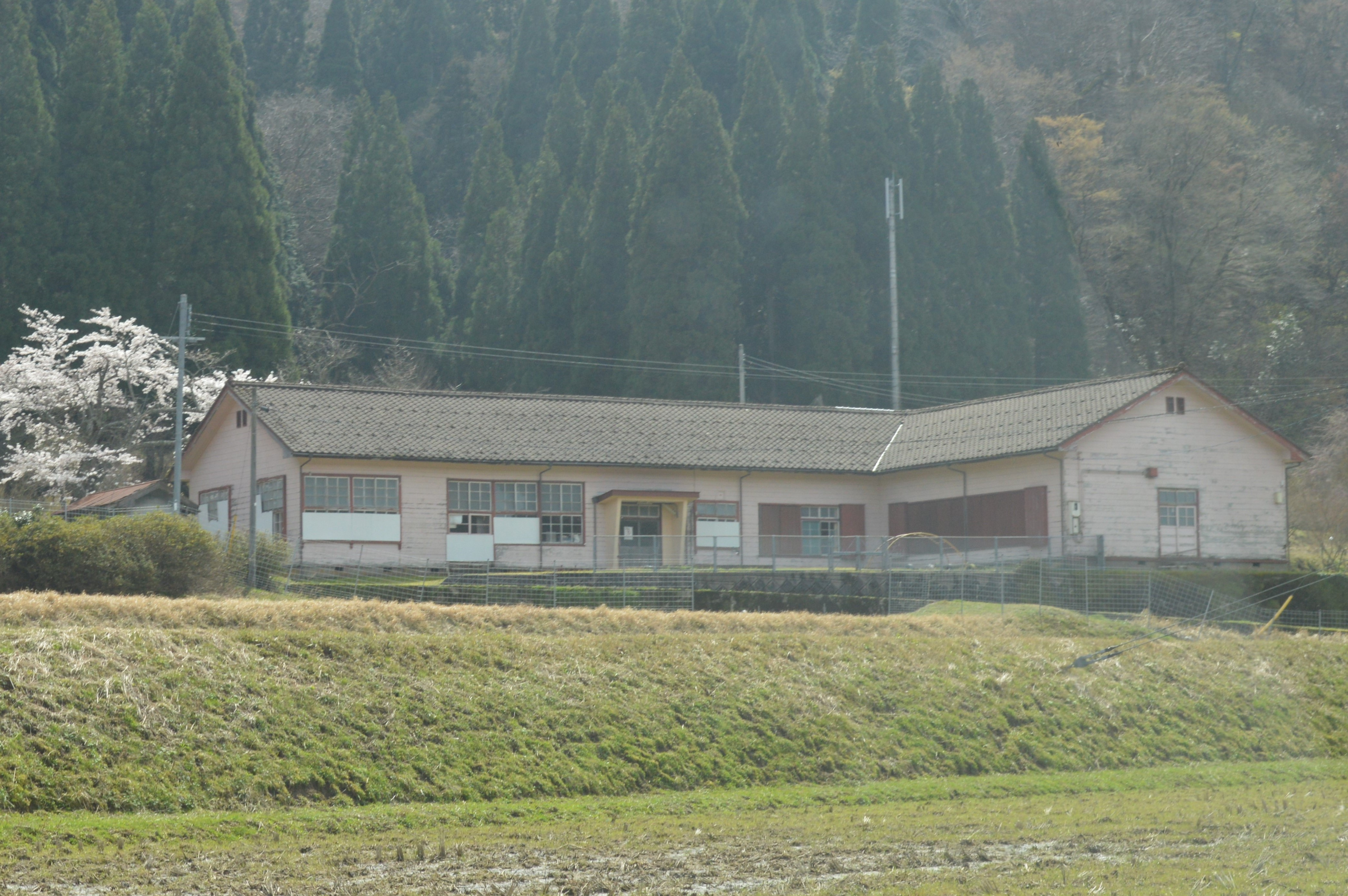
元、野間小・中学校の寄宿舎兼保育所

### 近代以前
1872年（明治5年）の学制発布と同時に、洞養寺・延命寺・神宮で小学校が開校する。味土野、成谷、小杦、吉野、来見谷、川久保にも分教場を設けて積雪の時期に開校した
また、明治時代末期、須川の洞養寺に京都府立農林学校別科教場が置かれていた。

### 野間中学校
1947年（昭和22年）5月、野間町立野間中学校として創立された。最初の入学生は男子11名、女子19名の計30名。年度末の1948年（昭和23年）3月の卒業生は男子11名、女子14名の計25名だった。
2年後の1949年（昭和24年）には弥栄中学校と統合して組合立弥栄中学校野間分校となり、1996年（平成8年）に弥栄中学校に統合され、野間分校は閉校した。統合問題は1965年（昭和40年）以降複数回持ち上がっており、閉校時点で生徒数は3年生の3名のみで、京都府で最後の中学校分校であった。

## 行事

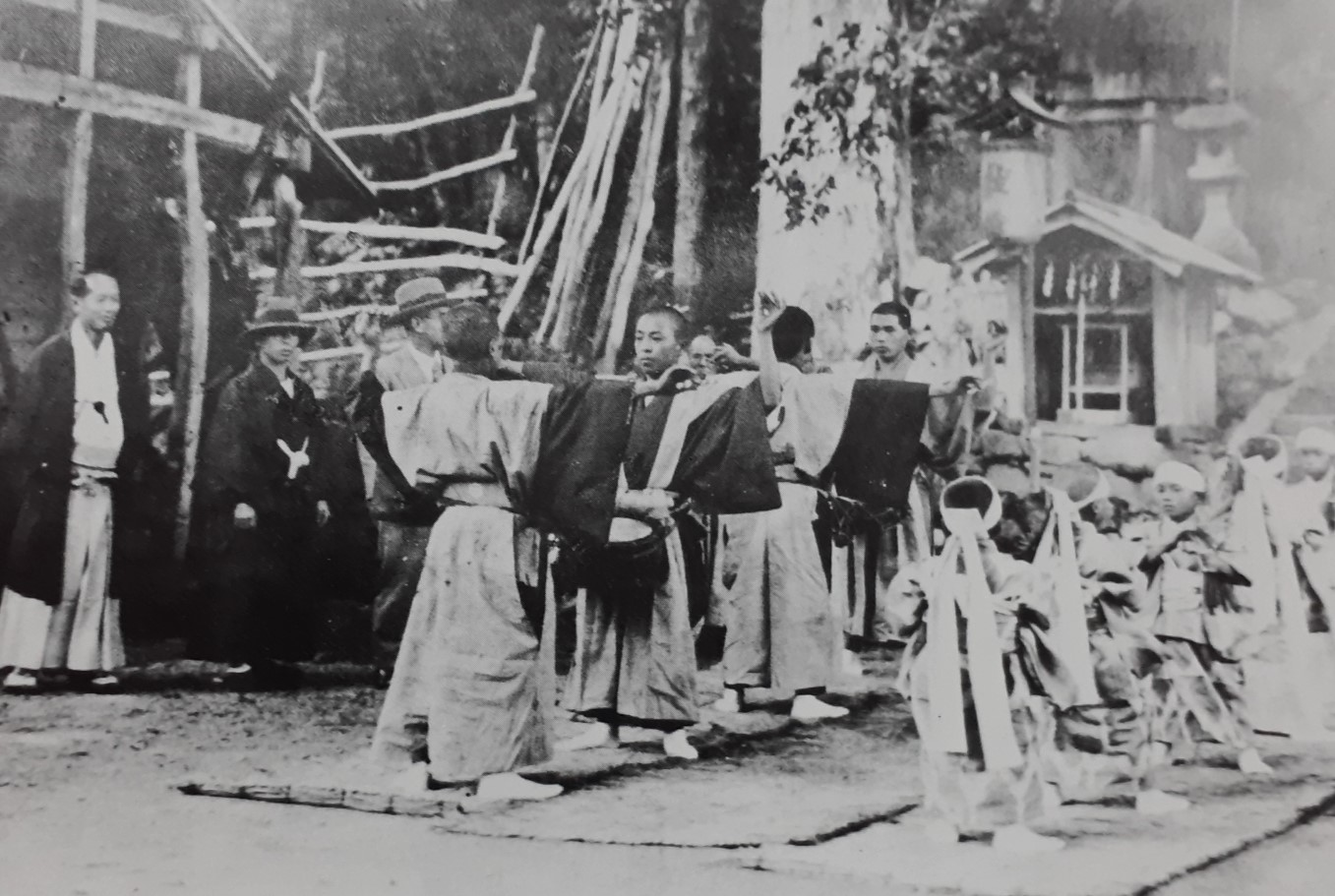
野中の田楽（府指定無形民俗文化財）

- 氏神例祭（秋祭り）- 10月第2日曜日を中心に奉納される例祭の伝統芸能として、中津・田中に「太刀振り」、大谷に「神楽」、野中に「田楽」が継承されている[86][3]。
- 野間文化祭典 - 1972年（昭和47年）に当時中学生だった住民が提唱して始まり、老若男女200人以上が参加[111]。2019年（令和元年）の49回まで毎年12月の第1日曜日に開催される野間地域10集落の伝統交流行事だった[112][3]。一時期は中学生が運営を担当し[112]、各集落ごとにオリジナル脚本による村芝居や川柳、合唱、ダンスなどを披露して競った[2][113]。2020年（令和2年）新型コロナウイルス感染症の流行を受けて終了し、2022年（令和4年）に50回記念事業として写真集『ふるさと野間の心をつないで 野間地区文化祭典50年のあゆみ』を刊行した[111]。
- 「野間の景観と暮らし」カレンダーの刊行 - 2011年（平成23年）版から2020年（令和2年）版までの10年間、野間公民館文化教養部が月ごとの野間の風景や人々の暮らしを写真で紹介するカレンダーを製作し販売した[114]。最終回となった2020年版は各地区をドローンで撮影し、1950年（昭和25年）の各集落の住宅地図と明治時代初期の古地図を掲載した[80]。
- 野間川こいのぼり - 野間連合区の主催行事で、5月上旬に宇川上流域の野間川の野中集落地点で、住民が寄贈したこいのぼりを掲げる[115]。
- 野間連合区運動会 - 10月第1日曜日[3]
- 納涼祭 - 8月15日[3]
- そばまつり - 6月下旬のアユ漁の解禁にあわせて、特産品である「野間そば」を使い、毎年開催している[26]。

2010年代後半には少子高齢化により、住民総出の行事である運動会や秋の例祭では、担い手を地域外からも15名程度募集する。

## 交通

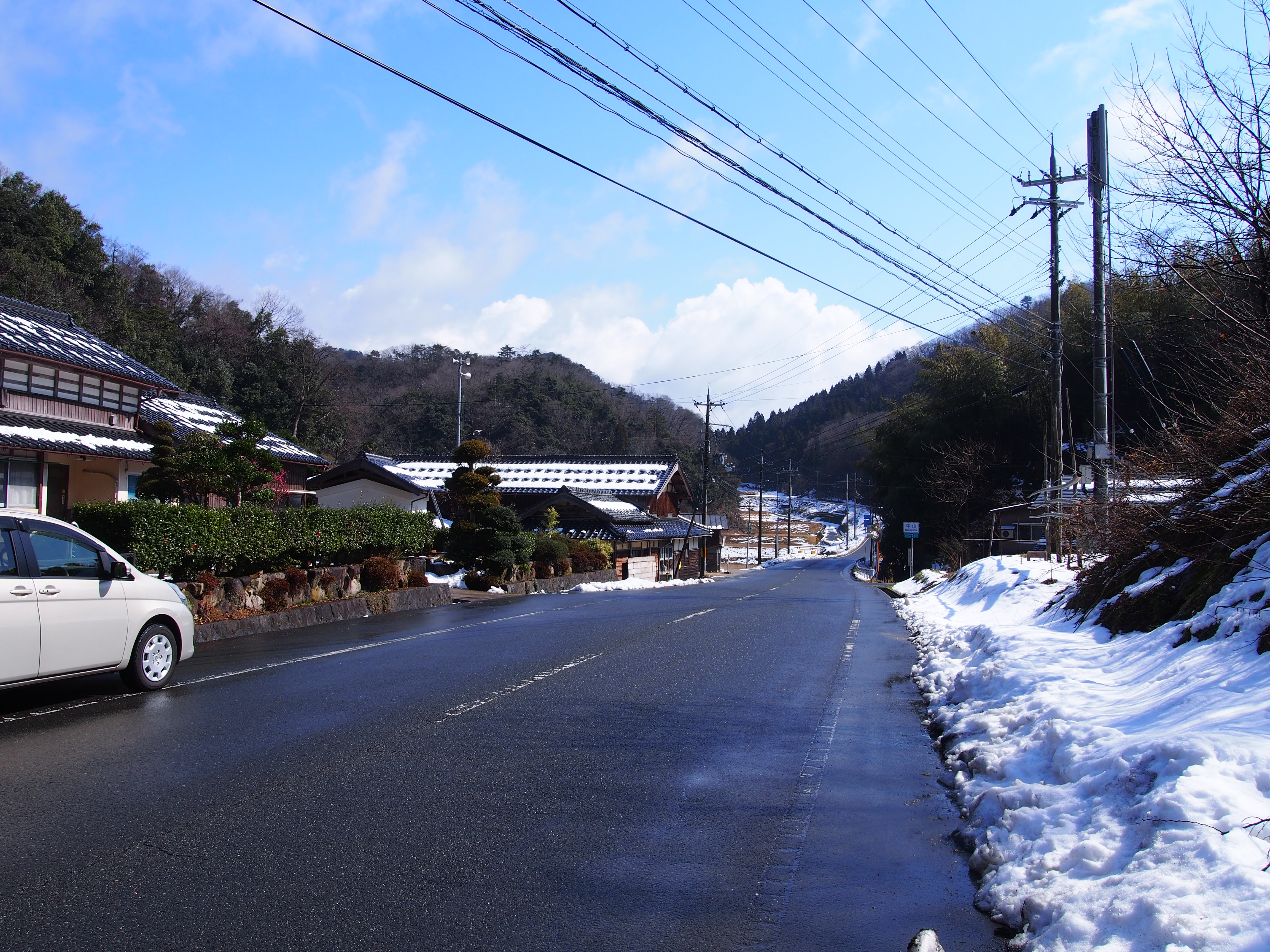
府道75号（中山）

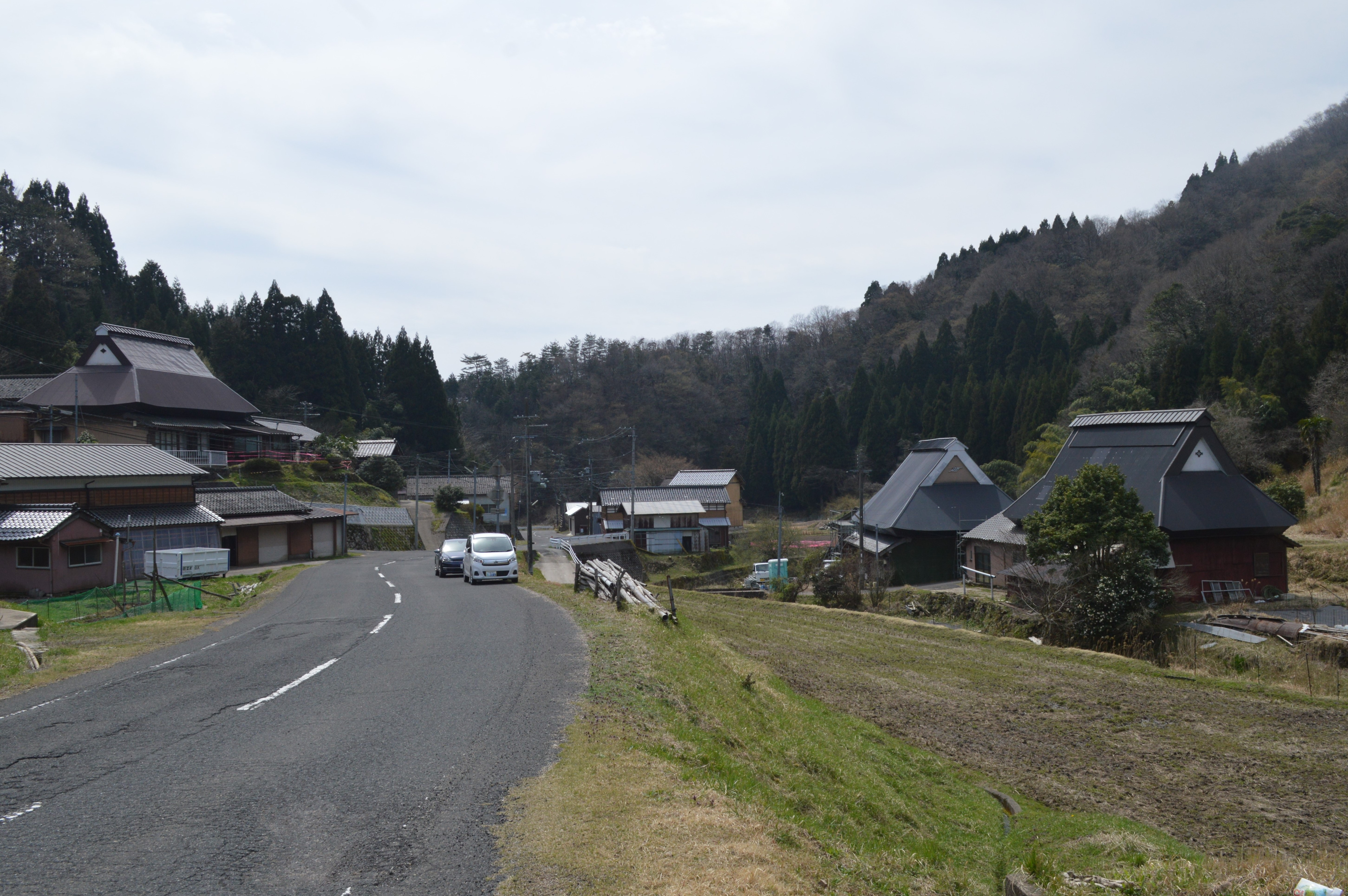
府道57号（吉野）

周囲を山脈に囲まれる野間は、どこへ向かうにも峠を越える必要があること地勢柄、交通事情は悪く、道路の改良は丹後半島の他地域に比べて遅れがちではあったが、歴代の野間の長及び住民はこの改善への意識が高く、地内の道路の改良工事に尽力した。代表的なものに1938年（昭和13年）から1939年（昭和14年）にかけて住山方面へ抜ける峠を手掘りした須川隧道があり、近畿自然歩道に選定されている。村外への交通手段としては、1949年（昭和24年）7月に丹後海陸交通と交渉し、野間と峰山町を結ぶ直通バスの運行が開始された。
離村集落・住山の跡地に1978年（昭和53年）開業した森林公園スイス村には、府の施設として弥栄町青少年山の家が開設され、1984年（昭和59年）にはスキー場も整備されるなどして交通量が急増したことを受けて、吉野集落を抜ける道路は地方主要路線（京都府道57号）に格上げされ、幅員7メートルまで計画的に改良された。
21世紀現在、他地域と繋がる幹線道路は弥栄町黒部から中山・中津・田中へ抜ける府道井辺平線であり、この道が中津から野中・霞・大谷・味土野へと延びる府道浜丹後線に繋がる。府道浜丹後線は、野中で吉野・住山方面へと通じる府道弥栄本庄線を経て丹後縦貫林道に連結するほか、霞から須川方面へと、来見谷方面に分岐する。

## 名所旧跡

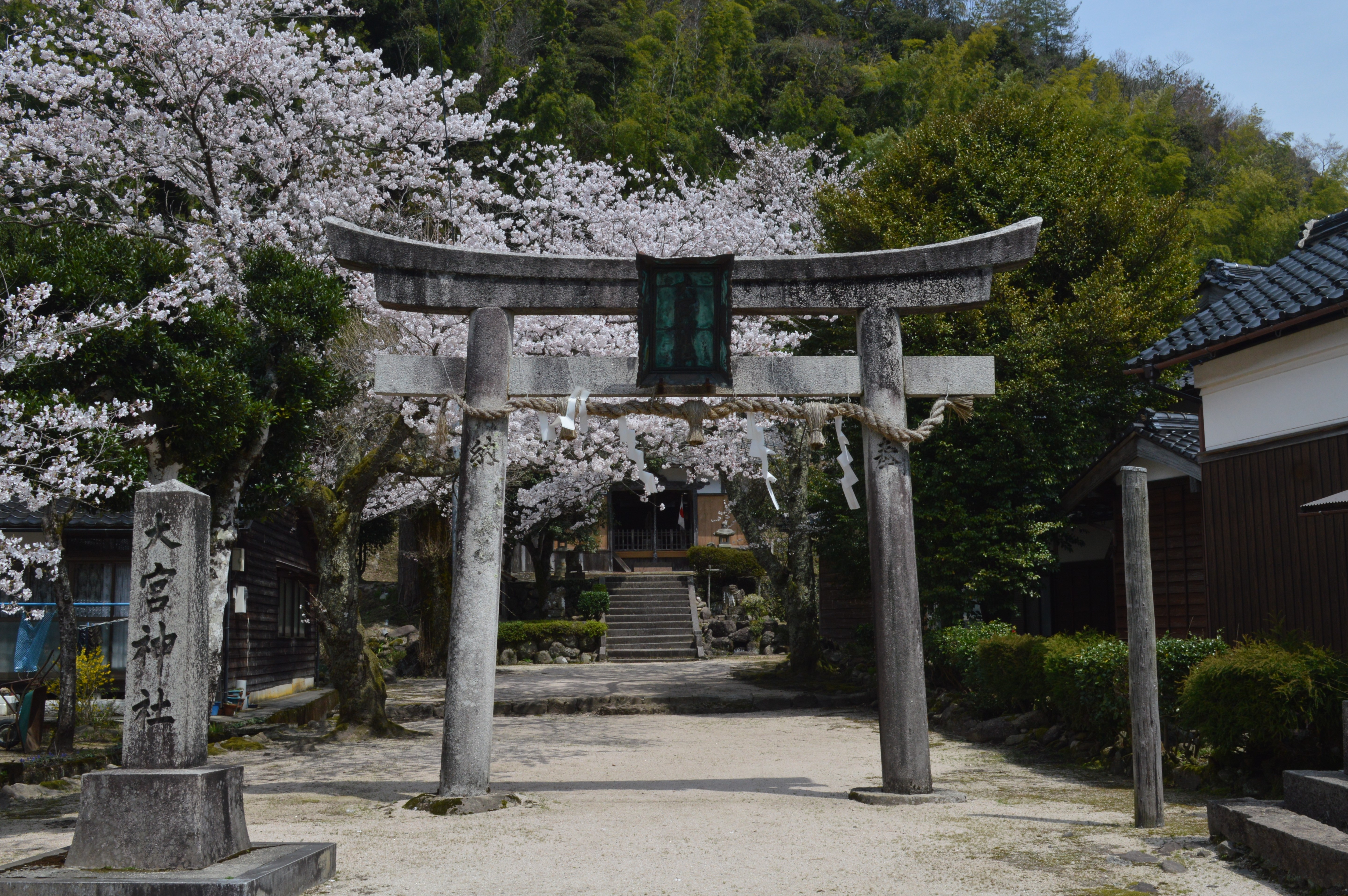
大宮神社（野中）

- 大宮神社- 弥栄町野中の野中集落に鎮座する神社。本殿は1332年建立[119]。野間一郷の氏神であり、旧暦9月9日（21世紀現在は10月の第二日曜日）に奉納される田楽踊りは京都府下で今日に伝承されている田楽のなかでも特に基本形を忠実に継承しており[20]、府の無形民俗文化財に指定されている[120]。
- 延命寺 - 弥栄町野中の菩提寺で、中津集落にある。川久保観音堂から移設した龍の彫り物や樹齢400年に及ぶ椎の木で知られる[119]。
- 洞養寺 - 弥栄町須川の菩提寺で、須川集落にある。役小角の木像を安置し、梵吊り型の大椿と大銀杏がシンボル[119]。
- 須川隧道 - 弥栄町須川と住山方面を結ぶ手掘りトンネル。薪炭を出荷する産業道路であり、小中学生の通学路として重要だった[119]。
- 田中吊り橋 - 小脇ダムの取水用に建設された吊り橋で、橋から川久保までの管理道は風光明媚で知られる[119]。
- 尾崎の石地蔵 - 弥栄町須川小字尾崎（廃村）に、1682年（天和2年）刻銘の地蔵をはじめ多くの石仏があり、平家落ち武者を供養するために後年建てられたものと伝わる[20]。
- 鎧ヶ淵 - 平家の落人が不要になった具足や武具を捨てた淵であると伝わり、弥栄町須川にある[20]。
- 小金山（おがねさん）- 古来女人禁制の修験道の霊場とされる。帰路の目印として漁業者からも信仰を集めた[119]。
- ガラシャの碑 - かつて細川ガラシャが幽閉されたと伝わる味土野集落の女城址に建立されている[119]。
- 味土野大滝 - 高さ25メートルほど[119]。2019年（令和元年）「味土野ガラシャ大滝」という別称が新たに加えられた[121]。

## 施設・店舗

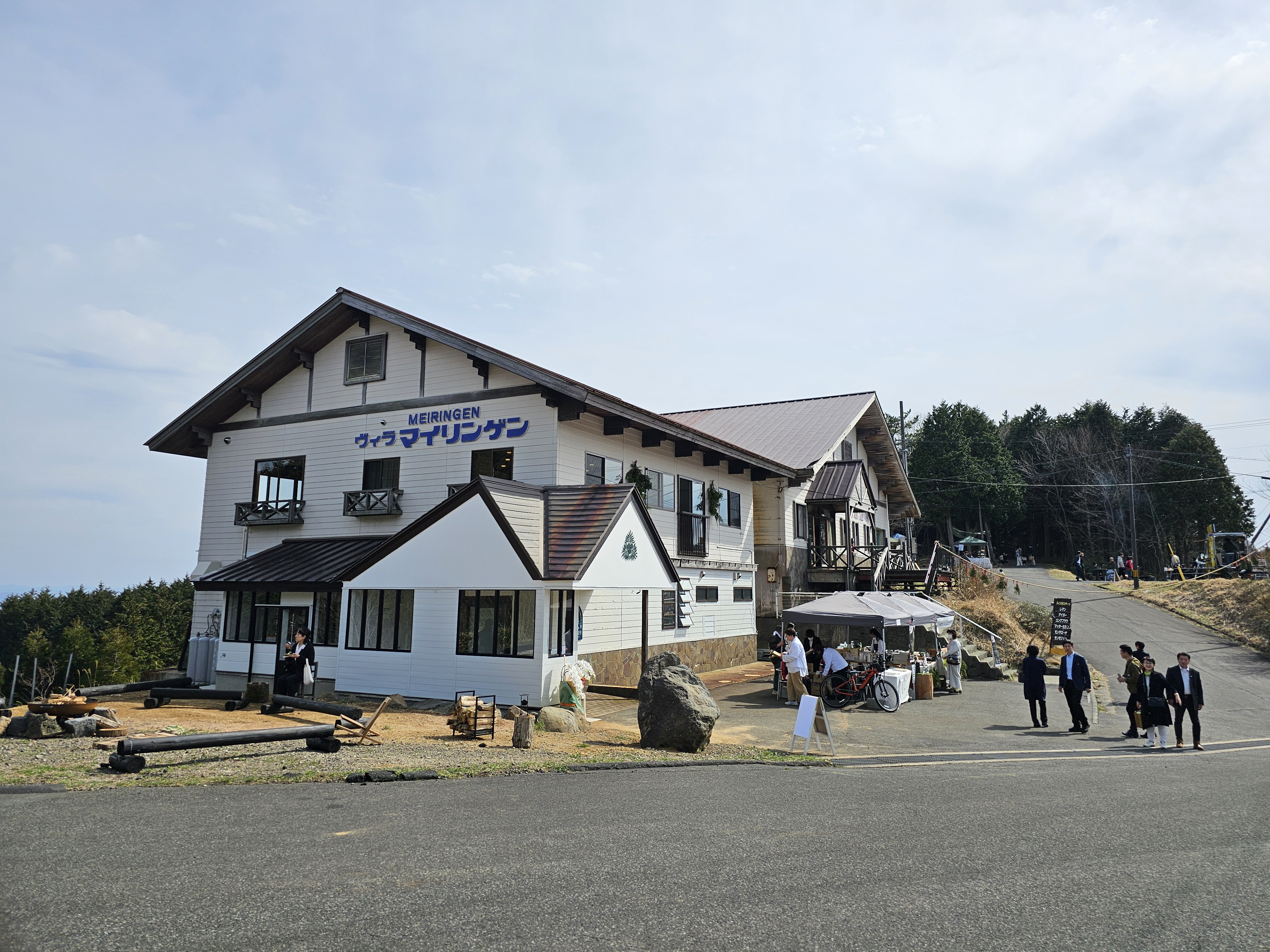
京丹後森林公園スイス村の京丹後舞輪源蒸留所

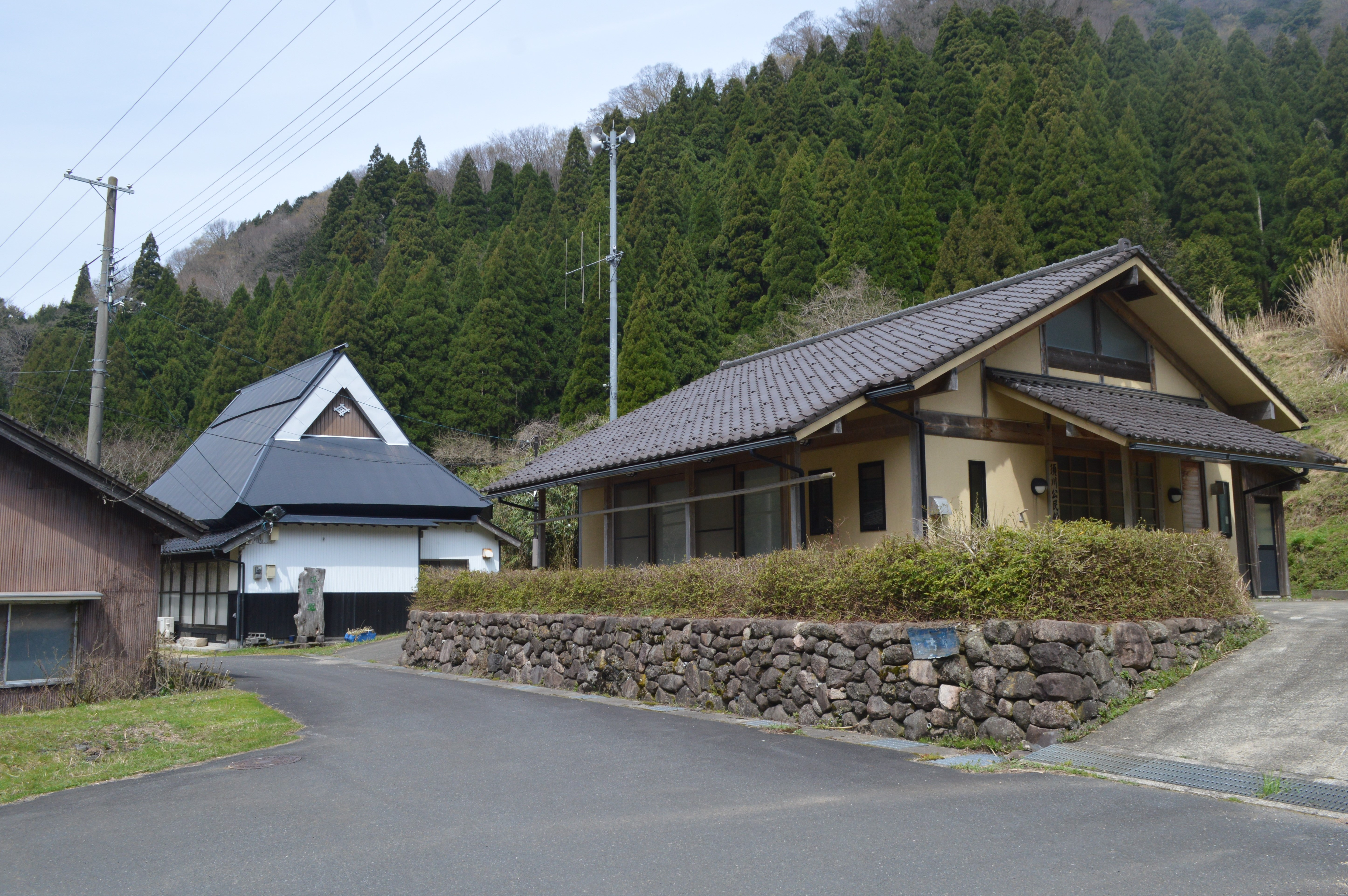
農家民宿「温古里」（左）と須川公民館（右）

- 京丹後森林公園スイス村 - 標高683メートル [122]。かつての住山集落跡地に開設された体験型学習・アウトドアレジャーの総合施設。キャンプ場やバンガロー、青少年山の家（民宿）、ホテルなどの宿泊機能も備える[123]。
  - 森林公園スイス村スキー場 - ピークの1991年（平成3年）には約4万2千人の利用客があったが、2010年代には往時の1～2割程度と利用者数が低迷[124]。雪不足と施設の老朽化により2019年に事実上廃業した[124]。
  - 太鼓山スノーどんどんパーク in スイス村 - スキー場跡地のゲレンデに2022年（令和4年）開業[125]。
  - 丹後天橋立大江山国定公園ビジターセンター[126]
  - 京丹後舞輪源蒸留所 - 2024年（令和6年）4月、自生のジュニパーベリーと笹などをボタニカルに使用するクラフトジン蒸留所がヴィラ・マイリンゲンの建物を改装して開業した[63]。
- 太鼓山風力発電所 - 2020（令和2年）年3月運転終了[127]
- 野間集落基幹センター - 「渓里野間（ふるさとのま）」事務所、野間ふるさとレスキュー、京丹後市立国保直営野間診療所、遊漁券販売所などを併設する[128][129]。
- 各地区公民館[130]

- 飲食店
  - 蕎麦処・野間亭[119]
  - 石臼蕎麦・天風[119]
- 宿泊施設（森林公園スイス村施設を除く）

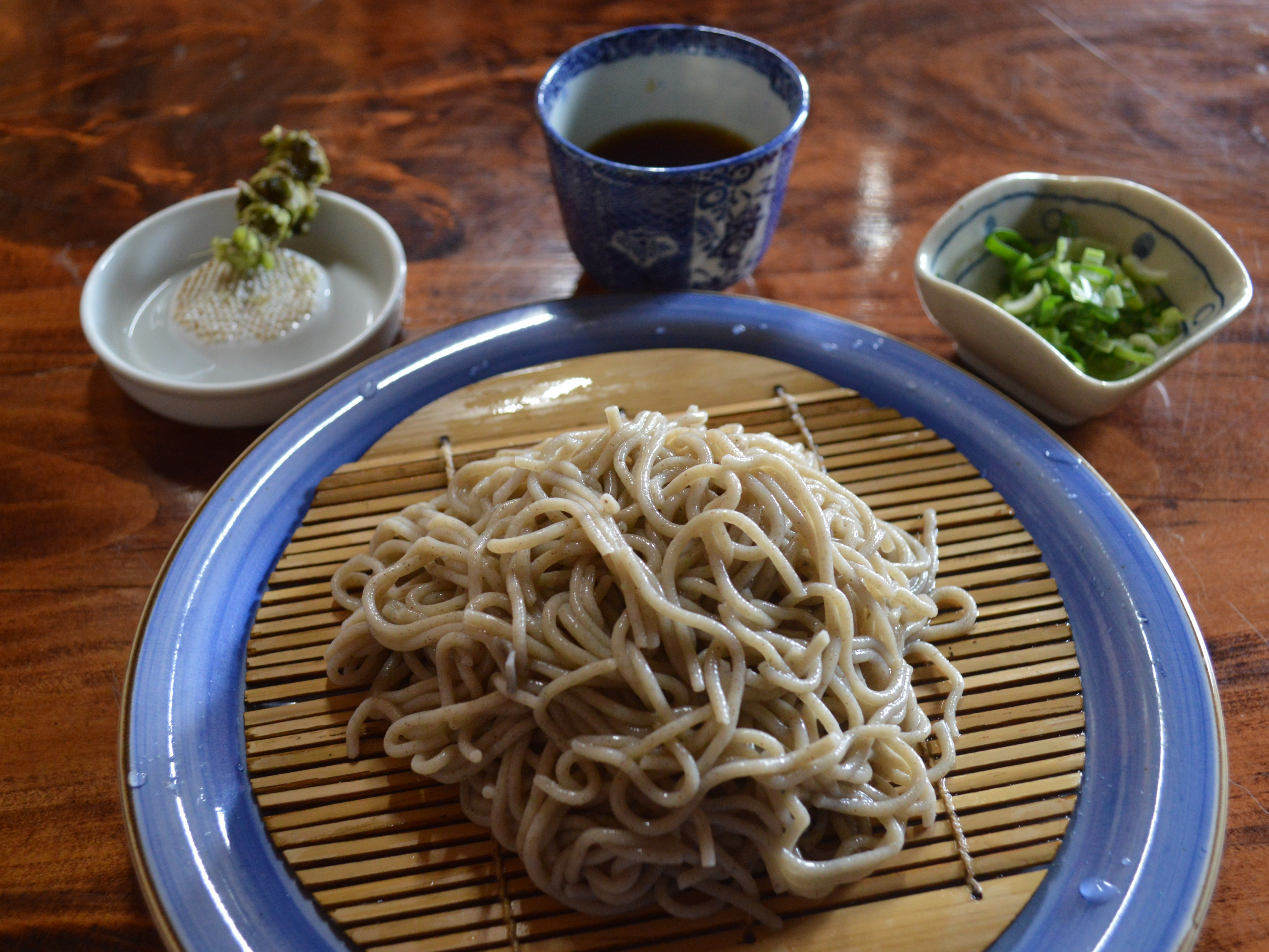
特産品でもある「野間蕎麦」

  - 農家民宿・LOHASくるみ谷 - 2009年（平成21年）に来見谷集落の古民家を改装して開業。自家製どぶろくを提供する[132]
  - 農家民宿温古里（ほっこり） - 須川集落にある築180年の古民家を改装して野間地域の原風景に親しむことのできる1日1組のみ宿泊可能な農家民宿。隣接する公民館を併用し、最多30人程度までの研修利用も可能としている。また、無農薬自家栽培の野菜を詰め合わせて送る「おすそわけ便」を運用する[133]。